# Etapa Departamental de Arequipa 2016
La Etapa Departamental de Arequipa 2016 fue la edición número 50 de la competición futbolística Arequipeña. 
El torneo otorgó al cuadro campeón La Colina y subcampeón Escuela Municipal Binacional cupos para la Copa Perú en su Etapa Nacional - Primera Fase.

## Fase Previa
Los participantes son el Campeón y subcampeón de la Etapa Provincial de cada una de las siete Provincias de Arequipa participantes (Exceptuando a La Liga Provincial de la Unión que ya no está vigente).
- Arequipa: Escuela Municipal Binacional es el campeón Provincial de Arequipa tras ganar el cuadrangular final, Deportivo Sutega también clasificó a la Departamental.

| Etapa Provincial de Arequipa (Resumen)                                         | Etapa Provincial de Arequipa (Resumen) | Etapa Provincial de Arequipa (Resumen) | Etapa Provincial de Arequipa (Resumen) | Etapa Provincial de Arequipa (Resumen) | Etapa Provincial de Arequipa (Resumen) | Etapa Provincial de Arequipa (Resumen) | Etapa Provincial de Arequipa (Resumen) | Etapa Provincial de Arequipa (Resumen) | Etapa Provincial de Arequipa (Resumen) | Etapa Provincial de Arequipa (Resumen) | Etapa Provincial de Arequipa (Resumen) |                       |                       |                       |                       |                       |                       |                       |                       |                       |                       |                       |                       |                       |                       |                       |                       |                       |                       |                       |                       |                       |                       |                       |                       |                       |                       |                       |                       |
| Local                                                                          | Resultado                              | Visitante                              | Estadio                                | Distrito                               | Fecha                                  |                                        |                                        |                                        |                                        |                                        |                                        |                       |                       |                       |                       |                       |                       |                       |                       |                       |                       |                       |                       |                       |                       |                       |                       |                       |                       |                       |                       |                       |                       |                       |                       |                       |                       |                       |                       |
| Octavos de final: Ida                                                          | Octavos de final: Ida                  | Octavos de final: Ida                  | Octavos de final: Ida                  | Octavos de final: Ida                  | Octavos de final: Ida                  | Octavos de final: Ida                  | Octavos de final: Ida                  | Octavos de final: Ida                  | Octavos de final: Ida                  | Octavos de final: Ida                  | Octavos de final: Ida                  | Octavos de final: Ida | Octavos de final: Ida | Octavos de final: Ida | Octavos de final: Ida | Octavos de final: Ida | Octavos de final: Ida | Octavos de final: Ida | Octavos de final: Ida | Octavos de final: Ida | Octavos de final: Ida | Octavos de final: Ida | Octavos de final: Ida | Octavos de final: Ida | Octavos de final: Ida | Octavos de final: Ida | Octavos de final: Ida | Octavos de final: Ida | Octavos de final: Ida | Octavos de final: Ida | Octavos de final: Ida | Octavos de final: Ida | Octavos de final: Ida | Octavos de final: Ida | Octavos de final: Ida | Octavos de final: Ida | Octavos de final: Ida | Octavos de final: Ida | Octavos de final: Ida |
| ------------------------------------------------------------------------------ | -------------------------------------- | -------------------------------------- | -------------------------------------- | -------------------------------------- | -------------------------------------- | -------------------------------------- | -------------------------------------- | -------------------------------------- | -------------------------------------- | -------------------------------------- | -------------------------------------- | --------------------- | --------------------- | --------------------- | --------------------- | --------------------- | --------------------- | --------------------- | --------------------- | --------------------- | --------------------- | --------------------- | --------------------- | --------------------- | --------------------- | --------------------- | --------------------- | --------------------- | --------------------- | --------------------- | --------------------- | --------------------- | --------------------- | --------------------- | --------------------- | --------------------- | --------------------- | --------------------- | --------------------- |
| Deportivo Los Ángeles                                                          | 0 - 5                                  | Escuela Municipal Binacional           | Municipal La Tomilla                   | Cayma                                  | 12 de junio                            |                                        |                                        |                                        |                                        |                                        |                                        |                       |                       |                       |                       |                       |                       |                       |                       |                       |                       |                       |                       |                       |                       |                       |                       |                       |                       |                       |                       |                       |                       |                       |                       |                       |                       |                       |                       |
| AD Real Católica                                                               | 3 - 3                                  | Saetas de Oro                          | Municipal La Tomilla                   | Cayma                                  | 12 de junio                            |                                        |                                        |                                        |                                        |                                        |                                        |                       |                       |                       |                       |                       |                       |                       |                       |                       |                       |                       |                       |                       |                       |                       |                       |                       |                       |                       |                       |                       |                       |                       |                       |                       |                       |                       |                       |
| Deportivo Sutega                                                               | 4 - 3                                  | Atlético Simón Bolívar                 | Municipal de La Joya                   | La Joya                                | 12 de junio                            |                                        |                                        |                                        |                                        |                                        |                                        |                       |                       |                       |                       |                       |                       |                       |                       |                       |                       |                       |                       |                       |                       |                       |                       |                       |                       |                       |                       |                       |                       |                       |                       |                       |                       |                       |                       |
| Juventus Melgar                                                                | 2 - 2                                  | FBC Aurora                             | Complejo Deportivo "Maracaná"          | Mariano Melgar                         | 12 de junio                            |                                        |                                        |                                        |                                        |                                        |                                        |                       |                       |                       |                       |                       |                       |                       |                       |                       |                       |                       |                       |                       |                       |                       |                       |                       |                       |                       |                       |                       |                       |                       |                       |                       |                       |                       |                       |
| Sport Magallanes                                                               | 2 - 1                                  | Defensor Cristo Rey                    | Complejo Deportivo "Maracaná"          | Mariano Melgar                         | 12 de junio                            |                                        |                                        |                                        |                                        |                                        |                                        |                       |                       |                       |                       |                       |                       |                       |                       |                       |                       |                       |                       |                       |                       |                       |                       |                       |                       |                       |                       |                       |                       |                       |                       |                       |                       |                       |                       |
| Atlético Pisco                                                                 | 0 - 5                                  | White Star                             | Juan Velasco Alvarado                  | Hunter                                 | 12 de junio                            |                                        |                                        |                                        |                                        |                                        |                                        |                       |                       |                       |                       |                       |                       |                       |                       |                       |                       |                       |                       |                       |                       |                       |                       |                       |                       |                       |                       |                       |                       |                       |                       |                       |                       |                       |                       |
| Los Elegantes de Cerro Verde                                                   | 1 - 1                                  | Estrella Solitaria                     | Segundo Calderón                       | Uchumayo                               | 12 de junio                            |                                        |                                        |                                        |                                        |                                        |                                        |                       |                       |                       |                       |                       |                       |                       |                       |                       |                       |                       |                       |                       |                       |                       |                       |                       |                       |                       |                       |                       |                       |                       |                       |                       |                       |                       |                       |
| Deportivo Los Signos                                                           | 2 - 3                                  | Parish FC                              | Olímpico de Ciudad de Dios             | Yura                                   | 12 de junio                            |                                        |                                        |                                        |                                        |                                        |                                        |                       |                       |                       |                       |                       |                       |                       |                       |                       |                       |                       |                       |                       |                       |                       |                       |                       |                       |                       |                       |                       |                       |                       |                       |                       |                       |                       |                       |
| Octavos de final: Vuelta                                                       |                                        |                                        |                                        |                                        |                                        |                                        |                                        |                                        |                                        |                                        |                                        |                       |                       |                       |                       |                       |                       |                       |                       |                       |                       |                       |                       |                       |                       |                       |                       |                       |                       |                       |                       |                       |                       |                       |                       |                       |                       |                       |                       |
| Escuela Municipal Binacional                                                   | 5 - 0                                  | Deportivo Los Ángeles                  | Pedro P. Diaz                          | Paucarpata                             | 15 de junio                            |                                        |                                        |                                        |                                        |                                        |                                        |                       |                       |                       |                       |                       |                       |                       |                       |                       |                       |                       |                       |                       |                       |                       |                       |                       |                       |                       |                       |                       |                       |                       |                       |                       |                       |                       |                       |
| Atlético Simón Bolívar                                                         | 0 - 1                                  | Deportivo Sutega                       | Simón Bolívar                          | Bustamante                             | 15 de junio                            |                                        |                                        |                                        |                                        |                                        |                                        |                       |                       |                       |                       |                       |                       |                       |                       |                       |                       |                       |                       |                       |                       |                       |                       |                       |                       |                       |                       |                       |                       |                       |                       |                       |                       |                       |                       |
| Saetas de Oro                                                                  | 3(7) - 3(6)                            | AD Real Católica                       | Municipal de La Joya                   | La Joya                                | 15 de junio                            |                                        |                                        |                                        |                                        |                                        |                                        |                       |                       |                       |                       |                       |                       |                       |                       |                       |                       |                       |                       |                       |                       |                       |                       |                       |                       |                       |                       |                       |                       |                       |                       |                       |                       |                       |                       |
| White Star                                                                     | 3 - 0                                  | Atlético Pisco                         | Estadio Mariano Melgar                 | Arequipa                               | 15 de junio                            |                                        |                                        |                                        |                                        |                                        |                                        |                       |                       |                       |                       |                       |                       |                       |                       |                       |                       |                       |                       |                       |                       |                       |                       |                       |                       |                       |                       |                       |                       |                       |                       |                       |                       |                       |                       |
| FBC Aurora                                                                     | 2 - 0                                  | Juventus Melgar                        | Estadio Mariano Melgar                 | Arequipa                               | 15 de junio                            |                                        |                                        |                                        |                                        |                                        |                                        |                       |                       |                       |                       |                       |                       |                       |                       |                       |                       |                       |                       |                       |                       |                       |                       |                       |                       |                       |                       |                       |                       |                       |                       |                       |                       |                       |                       |
| Parish FC                                                                      | 0 - 1C                                 | Deportivo Los Signos                   | Municipal de Tiabaya                   | Tiabaya                                | 15 de junio                            |                                        |                                        |                                        |                                        |                                        |                                        |                       |                       |                       |                       |                       |                       |                       |                       |                       |                       |                       |                       |                       |                       |                       |                       |                       |                       |                       |                       |                       |                       |                       |                       |                       |                       |                       |                       |
| Defensor Cristo Rey                                                            | 1 - 3                                  | Sport Magallanes                       | Complejo Deportivo de Selva Alegre     | Alto Selva Alegre                      | 15 de junio                            |                                        |                                        |                                        |                                        |                                        |                                        |                       |                       |                       |                       |                       |                       |                       |                       |                       |                       |                       |                       |                       |                       |                       |                       |                       |                       |                       |                       |                       |                       |                       |                       |                       |                       |                       |                       |
| Estrella Solitaria                                                             | 1 - 2                                  | Los Elegantes de Cerro Verde           | Complejo Deportivo de Selva Alegre     | Alto Selva Alegre                      | 15 de junio                            |                                        |                                        |                                        |                                        |                                        |                                        |                       |                       |                       |                       |                       |                       |                       |                       |                       |                       |                       |                       |                       |                       |                       |                       |                       |                       |                       |                       |                       |                       |                       |                       |                       |                       |                       |                       |
| Cuartos de final                                                               |                                        |                                        |                                        |                                        |                                        |                                        |                                        |                                        |                                        |                                        |                                        |                       |                       |                       |                       |                       |                       |                       |                       |                       |                       |                       |                       |                       |                       |                       |                       |                       |                       |                       |                       |                       |                       |                       |                       |                       |                       |                       |                       |
| FBC Aurora                                                                     | 1 - 3                                  | Deportivo Sutega                       | Estadio Mariano Melgar                 | Arequipa                               | 18 de junio                            |                                        |                                        |                                        |                                        |                                        |                                        |                       |                       |                       |                       |                       |                       |                       |                       |                       |                       |                       |                       |                       |                       |                       |                       |                       |                       |                       |                       |                       |                       |                       |                       |                       |                       |                       |                       |
| Escuela Municipal Binacional                                                   | 2 - 0                                  | Saetas de Oro                          | Estadio Mariano Melgar                 | Arequipa                               | 18 de junio                            |                                        |                                        |                                        |                                        |                                        |                                        |                       |                       |                       |                       |                       |                       |                       |                       |                       |                       |                       |                       |                       |                       |                       |                       |                       |                       |                       |                       |                       |                       |                       |                       |                       |                       |                       |                       |
| White Star                                                                     | 2(4) - 2(5)                            | Los Elegantes de Cerro Verde           | Estadio Mariano Melgar                 | Arequipa                               | 19 de junio                            |                                        |                                        |                                        |                                        |                                        |                                        |                       |                       |                       |                       |                       |                       |                       |                       |                       |                       |                       |                       |                       |                       |                       |                       |                       |                       |                       |                       |                       |                       |                       |                       |                       |                       |                       |                       |
| Parish FC                                                                      | 1(3) - 1(4)                            | Sport Magallanes                       | Estadio Mariano Melgar                 | Arequipa                               | 19 de junio                            |                                        |                                        |                                        |                                        |                                        |                                        |                       |                       |                       |                       |                       |                       |                       |                       |                       |                       |                       |                       |                       |                       |                       |                       |                       |                       |                       |                       |                       |                       |                       |                       |                       |                       |                       |                       |
| Cuadrangular Final                                                             |                                        |                                        |                                        |                                        |                                        |                                        |                                        |                                        |                                        |                                        |                                        |                       |                       |                       |                       |                       |                       |                       |                       |                       |                       |                       |                       |                       |                       |                       |                       |                       |                       |                       |                       |                       |                       |                       |                       |                       |                       |                       |                       |
| Los Elegantes de Cerro Verde                                                   | 2 - 0                                  | Sport Magallanes                       | Estadio Mariano Melgar                 | Arequipa                               | 25 de junio                            |                                        |                                        |                                        |                                        |                                        |                                        |                       |                       |                       |                       |                       |                       |                       |                       |                       |                       |                       |                       |                       |                       |                       |                       |                       |                       |                       |                       |                       |                       |                       |                       |                       |                       |                       |                       |
| Escuela Municipal Binacional                                                   | 2 - 1                                  | Deportivo Sutega                       | Estadio Mariano Melgar                 | Arequipa                               | 25 de junio                            |                                        |                                        |                                        |                                        |                                        |                                        |                       |                       |                       |                       |                       |                       |                       |                       |                       |                       |                       |                       |                       |                       |                       |                       |                       |                       |                       |                       |                       |                       |                       |                       |                       |                       |                       |                       |
| Sport Magallanes                                                               | 0 - 8                                  | Deportivo Sutega                       | Estadio Mariano Melgar                 | Arequipa                               | 29 de junio                            |                                        |                                        |                                        |                                        |                                        |                                        |                       |                       |                       |                       |                       |                       |                       |                       |                       |                       |                       |                       |                       |                       |                       |                       |                       |                       |                       |                       |                       |                       |                       |                       |                       |                       |                       |                       |
| Escuela Municipal Binacional                                                   | 7 - 0                                  | Los Elegantes de Cerro Verde           | Estadio Mariano Melgar                 | Arequipa                               | 29 de junio                            |                                        |                                        |                                        |                                        |                                        |                                        |                       |                       |                       |                       |                       |                       |                       |                       |                       |                       |                       |                       |                       |                       |                       |                       |                       |                       |                       |                       |                       |                       |                       |                       |                       |                       |                       |                       |
| Los Elegantes de Cerro Verde                                                   | 1 - 3                                  | Deportivo Sutega                       | Estadio Mariano Melgar                 | Arequipa                               | 2 de julio                             |                                        |                                        |                                        |                                        |                                        |                                        |                       |                       |                       |                       |                       |                       |                       |                       |                       |                       |                       |                       |                       |                       |                       |                       |                       |                       |                       |                       |                       |                       |                       |                       |                       |                       |                       |                       |
| Escuela Municipal Binacional                                                   | 6 - 2                                  | Sport Magallanes                       | Estadio Mariano Melgar                 | Arequipa                               | 2 de julio                             |                                        |                                        |                                        |                                        |                                        |                                        |                       |                       |                       |                       |                       |                       |                       |                       |                       |                       |                       |                       |                       |                       |                       |                       |                       |                       |                       |                       |                       |                       |                       |                       |                       |                       |                       |                       |
| Clasifican a la Departamental: Escuela Municipal Binacional y Deportivo Sutega |                                        |                                        |                                        |                                        |                                        |                                        |                                        |                                        |                                        |                                        |                                        |                       |                       |                       |                       |                       |                       |                       |                       |                       |                       |                       |                       |                       |                       |                       |                       |                       |                       |                       |                       |                       |                       |                       |                       |                       |                       |                       |                       |

- Camaná:  San Jacinto es el campeón Provincial de Camaná tras ganar el cuadrangular final. Buenos Aires también clasificó a la Departamental tras declararse válido el reclamo presentado en contra de San Martín de Ocoña.

| Etapa Provincial de Camaná                                    | Etapa Provincial de Camaná | Etapa Provincial de Camaná | Etapa Provincial de Camaná | Etapa Provincial de Camaná | Etapa Provincial de Camaná | Etapa Provincial de Camaná | Etapa Provincial de Camaná | Etapa Provincial de Camaná | Etapa Provincial de Camaná | Etapa Provincial de Camaná | Etapa Provincial de Camaná |               |               |               |               |               |               |               |               |               |               |               |               |               |               |               |               |               |               |               |               |               |               |               |               |               |               |               |               |
| Local                                                         | Resultado                  | Visitante                  | Estadio                    | Distrito                   | Fecha                      |                            |                            |                            |                            |                            |                            |               |               |               |               |               |               |               |               |               |               |               |               |               |               |               |               |               |               |               |               |               |               |               |               |               |               |               |               |
| Grupo General                                                 | Grupo General              | Grupo General              | Grupo General              | Grupo General              | Grupo General              | Grupo General              | Grupo General              | Grupo General              | Grupo General              | Grupo General              | Grupo General              | Grupo General | Grupo General | Grupo General | Grupo General | Grupo General | Grupo General | Grupo General | Grupo General | Grupo General | Grupo General | Grupo General | Grupo General | Grupo General | Grupo General | Grupo General | Grupo General | Grupo General | Grupo General | Grupo General | Grupo General | Grupo General | Grupo General | Grupo General | Grupo General | Grupo General | Grupo General | Grupo General | Grupo General |
| ------------------------------------------------------------- | -------------------------- | -------------------------- | -------------------------- | -------------------------- | -------------------------- | -------------------------- | -------------------------- | -------------------------- | -------------------------- | -------------------------- | -------------------------- | ------------- | ------------- | ------------- | ------------- | ------------- | ------------- | ------------- | ------------- | ------------- | ------------- | ------------- | ------------- | ------------- | ------------- | ------------- | ------------- | ------------- | ------------- | ------------- | ------------- | ------------- | ------------- | ------------- | ------------- | ------------- | ------------- | ------------- | ------------- |
| Unión Huarangal                                               | 5 - 0                      | Social Deportivo Camaná    | Municipal de Camaná        | Samuel Pastor              | 29 de mayo                 |                            |                            |                            |                            |                            |                            |               |               |               |               |               |               |               |               |               |               |               |               |               |               |               |               |               |               |               |               |               |               |               |               |               |               |               |               |
| Buenos Aires                                                  | 1 - 1                      | Sport Piérola              | 9 de Noviembre             | Camaná                     | 29 de mayo                 |                            |                            |                            |                            |                            |                            |               |               |               |               |               |               |               |               |               |               |               |               |               |               |               |               |               |               |               |               |               |               |               |               |               |               |               |               |
| San Martín                                                    | 1 - 1                      | San Jacinto FBC            | Bernabé Carnero            | Ocoña                      | 29 de mayo                 |                            |                            |                            |                            |                            |                            |               |               |               |               |               |               |               |               |               |               |               |               |               |               |               |               |               |               |               |               |               |               |               |               |               |               |               |               |
| San Jacinto FBC                                               | 0 - 1                      | Unión Huarangal            | Raúl Gorriti Drago         | Samuel Pastor              | 4 de junio                 |                            |                            |                            |                            |                            |                            |               |               |               |               |               |               |               |               |               |               |               |               |               |               |               |               |               |               |               |               |               |               |               |               |               |               |               |               |
| Sport Piérola                                                 | 2 - 3                      | San Martín                 | Bernabé Carnero            | Ocoña                      | 4 de junio                 |                            |                            |                            |                            |                            |                            |               |               |               |               |               |               |               |               |               |               |               |               |               |               |               |               |               |               |               |               |               |               |               |               |               |               |               |               |
| Social Deportivo Camaná                                       | 0 - 1                      | Buenos Aires               | 9 de Noviembre             | Camaná                     | 4 de junio                 |                            |                            |                            |                            |                            |                            |               |               |               |               |               |               |               |               |               |               |               |               |               |               |               |               |               |               |               |               |               |               |               |               |               |               |               |               |
| Social Deportivo Camaná                                       | 1 - 0                      | San Jacinto FBC            | 9 de Noviembre             | Camaná                     | 11 de junio                |                            |                            |                            |                            |                            |                            |               |               |               |               |               |               |               |               |               |               |               |               |               |               |               |               |               |               |               |               |               |               |               |               |               |               |               |               |
| Sport Piérola                                                 | 1 - 2                      | Unión Huarangal            | Bernabé Carnero            | Ocoña                      | 11 de junio                |                            |                            |                            |                            |                            |                            |               |               |               |               |               |               |               |               |               |               |               |               |               |               |               |               |               |               |               |               |               |               |               |               |               |               |               |               |
| San Martín                                                    | 3 - 1                      | Buenos Aires               | Bernabé Carnero            | Ocoña                      | 11 de junio                |                            |                            |                            |                            |                            |                            |               |               |               |               |               |               |               |               |               |               |               |               |               |               |               |               |               |               |               |               |               |               |               |               |               |               |               |               |
| San Jacinto FBC                                               | 3 - 0                      | Buenos Aires               | Raúl Gorriti Drago         | Samuel Pastor              | 12 de junio                |                            |                            |                            |                            |                            |                            |               |               |               |               |               |               |               |               |               |               |               |               |               |               |               |               |               |               |               |               |               |               |               |               |               |               |               |               |
| Unión Huarangal                                               | 6 - 3                      | San Martín                 | Raúl Gorriti Drago         | Samuel Pastor              | 12 de junio                |                            |                            |                            |                            |                            |                            |               |               |               |               |               |               |               |               |               |               |               |               |               |               |               |               |               |               |               |               |               |               |               |               |               |               |               |               |
| Sport Piérola                                                 | 4 - 3                      | Social Deportivo Camaná    | Bernabé Carnero            | Ocoña                      | 12 de junio                |                            |                            |                            |                            |                            |                            |               |               |               |               |               |               |               |               |               |               |               |               |               |               |               |               |               |               |               |               |               |               |               |               |               |               |               |               |
| Social Deportivo Camaná                                       | 5 - 4                      | San Martín                 | 9 de Noviembre             | Camaná                     | 18 de junio                |                            |                            |                            |                            |                            |                            |               |               |               |               |               |               |               |               |               |               |               |               |               |               |               |               |               |               |               |               |               |               |               |               |               |               |               |               |
| Buenos Aires                                                  | 3 - 1                      | Unión Huarangal            | 9 de Noviembre             | Camaná                     | 18 de junio                |                            |                            |                            |                            |                            |                            |               |               |               |               |               |               |               |               |               |               |               |               |               |               |               |               |               |               |               |               |               |               |               |               |               |               |               |               |
| San Jacinto FBC                                               | 2 - 1                      | Sport Piérola              | Raúl Gorriti Drago         | Samuel Pastor              | 18 de junio                |                            |                            |                            |                            |                            |                            |               |               |               |               |               |               |               |               |               |               |               |               |               |               |               |               |               |               |               |               |               |               |               |               |               |               |               |               |
| Cuadrangular Final                                            |                            |                            |                            |                            |                            |                            |                            |                            |                            |                            |                            |               |               |               |               |               |               |               |               |               |               |               |               |               |               |               |               |               |               |               |               |               |               |               |               |               |               |               |               |
| Unión Huarangal                                               | 0 - 0                      | Buenos Aires               | 9 de Noviembre             | Camaná                     | 26 de junio                |                            |                            |                            |                            |                            |                            |               |               |               |               |               |               |               |               |               |               |               |               |               |               |               |               |               |               |               |               |               |               |               |               |               |               |               |               |
| San Jacinto FBC                                               | 0 - 2                      | San Martín                 | 9 de Noviembre             | Camaná                     | 26 de junio                |                            |                            |                            |                            |                            |                            |               |               |               |               |               |               |               |               |               |               |               |               |               |               |               |               |               |               |               |               |               |               |               |               |               |               |               |               |
| Buenos Aires                                                  | 2 - 3                      | San Jacinto FBC            | 9 de Noviembre             | Camaná                     | 29 de junio                |                            |                            |                            |                            |                            |                            |               |               |               |               |               |               |               |               |               |               |               |               |               |               |               |               |               |               |               |               |               |               |               |               |               |               |               |               |
| Unión Huarangal                                               | 1 - 1                      | San Martín                 | 9 de Noviembre             | Camaná                     | 29 de junio                |                            |                            |                            |                            |                            |                            |               |               |               |               |               |               |               |               |               |               |               |               |               |               |               |               |               |               |               |               |               |               |               |               |               |               |               |               |
| Unión Huarangal                                               | 0 - 1                      | San Jacinto FBC            | 9 de Noviembre             | Camaná                     | 3 de julio                 |                            |                            |                            |                            |                            |                            |               |               |               |               |               |               |               |               |               |               |               |               |               |               |               |               |               |               |               |               |               |               |               |               |               |               |               |               |
| Buenos Aires                                                  | 4 - 3                      | San Martín                 | 9 de Noviembre             | Camaná                     | 3 de julio                 |                            |                            |                            |                            |                            |                            |               |               |               |               |               |               |               |               |               |               |               |               |               |               |               |               |               |               |               |               |               |               |               |               |               |               |               |               |
| Partido Extra por el Segundo Cupo                             |                            |                            |                            |                            |                            |                            |                            |                            |                            |                            |                            |               |               |               |               |               |               |               |               |               |               |               |               |               |               |               |               |               |               |               |               |               |               |               |               |               |               |               |               |
| Buenos Aires                                                  | 0 - 2                      | San Martín                 | 9 de Noviembre             | Camaná                     | 6 de julio                 |                            |                            |                            |                            |                            |                            |               |               |               |               |               |               |               |               |               |               |               |               |               |               |               |               |               |               |               |               |               |               |               |               |               |               |               |               |
| Clasifican a la Departamental: San Jacinto FBC y Buenos Aires |                            |                            |                            |                            |                            |                            |                            |                            |                            |                            |                            |               |               |               |               |               |               |               |               |               |               |               |               |               |               |               |               |               |               |               |               |               |               |               |               |               |               |               |               |

- Caravelí: Los Chinitos es el campeón Provincial de Caravelí tras vencer a FBC Yauca en la final. Ambos clasificaron a la Departamental.

| Etapa Provincial de Caravelí                            | Etapa Provincial de Caravelí | Etapa Provincial de Caravelí | Etapa Provincial de Caravelí | Etapa Provincial de Caravelí | Etapa Provincial de Caravelí | Etapa Provincial de Caravelí | Etapa Provincial de Caravelí | Etapa Provincial de Caravelí | Etapa Provincial de Caravelí | Etapa Provincial de Caravelí | Etapa Provincial de Caravelí |                   |                   |                   |                   |                   |                   |                   |                   |                   |                   |                   |                   |                   |                   |                   |                   |                   |                   |                   |                   |                   |                   |                   |                   |                   |                   |                   |                   |
| Local                                                   | Resultado                    | Visitante                    | Estadio                      | Distrito                     | Fecha                        |                              |                              |                              |                              |                              |                              |                   |                   |                   |                   |                   |                   |                   |                   |                   |                   |                   |                   |                   |                   |                   |                   |                   |                   |                   |                   |                   |                   |                   |                   |                   |                   |                   |                   |
| Segunda Fase: Ida                                       | Segunda Fase: Ida            | Segunda Fase: Ida            | Segunda Fase: Ida            | Segunda Fase: Ida            | Segunda Fase: Ida            | Segunda Fase: Ida            | Segunda Fase: Ida            | Segunda Fase: Ida            | Segunda Fase: Ida            | Segunda Fase: Ida            | Segunda Fase: Ida            | Segunda Fase: Ida | Segunda Fase: Ida | Segunda Fase: Ida | Segunda Fase: Ida | Segunda Fase: Ida | Segunda Fase: Ida | Segunda Fase: Ida | Segunda Fase: Ida | Segunda Fase: Ida | Segunda Fase: Ida | Segunda Fase: Ida | Segunda Fase: Ida | Segunda Fase: Ida | Segunda Fase: Ida | Segunda Fase: Ida | Segunda Fase: Ida | Segunda Fase: Ida | Segunda Fase: Ida | Segunda Fase: Ida | Segunda Fase: Ida | Segunda Fase: Ida | Segunda Fase: Ida | Segunda Fase: Ida | Segunda Fase: Ida | Segunda Fase: Ida | Segunda Fase: Ida | Segunda Fase: Ida | Segunda Fase: Ida |
| ------------------------------------------------------- | ---------------------------- | ---------------------------- | ---------------------------- | ---------------------------- | ---------------------------- | ---------------------------- | ---------------------------- | ---------------------------- | ---------------------------- | ---------------------------- | ---------------------------- | ----------------- | ----------------- | ----------------- | ----------------- | ----------------- | ----------------- | ----------------- | ----------------- | ----------------- | ----------------- | ----------------- | ----------------- | ----------------- | ----------------- | ----------------- | ----------------- | ----------------- | ----------------- | ----------------- | ----------------- | ----------------- | ----------------- | ----------------- | ----------------- | ----------------- | ----------------- | ----------------- | ----------------- |
| Juventud San Pedro                                      | 5 - 3                        | Cultural Panamericano        | Municipal de Atico           | Atico                        | 12 de junio                  |                              |                              |                              |                              |                              |                              |                   |                   |                   |                   |                   |                   |                   |                   |                   |                   |                   |                   |                   |                   |                   |                   |                   |                   |                   |                   |                   |                   |                   |                   |                   |                   |                   |                   |
| Los Chinitos                                            | 5 - 5                        | Juventud Bella Unión         | Municipal de Atico           | Atico                        | 12 de junio                  |                              |                              |                              |                              |                              |                              |                   |                   |                   |                   |                   |                   |                   |                   |                   |                   |                   |                   |                   |                   |                   |                   |                   |                   |                   |                   |                   |                   |                   |                   |                   |                   |                   |                   |
| FBC Yauca                                               | 3 - 2                        | Colegio Nacional de Chala    | Municipal de Yauca           | Yauca                        | 12 de junio                  |                              |                              |                              |                              |                              |                              |                   |                   |                   |                   |                   |                   |                   |                   |                   |                   |                   |                   |                   |                   |                   |                   |                   |                   |                   |                   |                   |                   |                   |                   |                   |                   |                   |                   |
| Segunda Fase: Vuelta                                    |                              |                              |                              |                              |                              |                              |                              |                              |                              |                              |                              |                   |                   |                   |                   |                   |                   |                   |                   |                   |                   |                   |                   |                   |                   |                   |                   |                   |                   |                   |                   |                   |                   |                   |                   |                   |                   |                   |                   |
| Cultural Panamericano                                   | 0 - 2                        | Juventud San Pedro           | Municipal de Yauca           | Yauca                        | 19 de junio                  |                              |                              |                              |                              |                              |                              |                   |                   |                   |                   |                   |                   |                   |                   |                   |                   |                   |                   |                   |                   |                   |                   |                   |                   |                   |                   |                   |                   |                   |                   |                   |                   |                   |                   |
| Juventud Bella Unión                                    | 1 - 8                        | Los Chinitos                 | Municipal de Bella Unión     | Bella Unión                  | 19 de junio                  |                              |                              |                              |                              |                              |                              |                   |                   |                   |                   |                   |                   |                   |                   |                   |                   |                   |                   |                   |                   |                   |                   |                   |                   |                   |                   |                   |                   |                   |                   |                   |                   |                   |                   |
| Colegio Nacional de Chala                               | 3 - 2                        | FBC Yauca                    | José Salomón Pineda          | Chala                        | 19 de junio                  |                              |                              |                              |                              |                              |                              |                   |                   |                   |                   |                   |                   |                   |                   |                   |                   |                   |                   |                   |                   |                   |                   |                   |                   |                   |                   |                   |                   |                   |                   |                   |                   |                   |                   |
| Fase Final (Ida)                                        |                              |                              |                              |                              |                              |                              |                              |                              |                              |                              |                              |                   |                   |                   |                   |                   |                   |                   |                   |                   |                   |                   |                   |                   |                   |                   |                   |                   |                   |                   |                   |                   |                   |                   |                   |                   |                   |                   |                   |
| Los Chinitos                                            | 4 - 1                        | Juventud San Pedro           | Municipal de Atico           | Atico                        | 26 de junio                  |                              |                              |                              |                              |                              |                              |                   |                   |                   |                   |                   |                   |                   |                   |                   |                   |                   |                   |                   |                   |                   |                   |                   |                   |                   |                   |                   |                   |                   |                   |                   |                   |                   |                   |
| Colegio Nacional de Chala                               | 0 - 0                        | FBC Yauca                    | José Salomón Pineda          | Chala                        | 26 de junio                  |                              |                              |                              |                              |                              |                              |                   |                   |                   |                   |                   |                   |                   |                   |                   |                   |                   |                   |                   |                   |                   |                   |                   |                   |                   |                   |                   |                   |                   |                   |                   |                   |                   |                   |
| Fase Final (Vuelta)                                     |                              |                              |                              |                              |                              |                              |                              |                              |                              |                              |                              |                   |                   |                   |                   |                   |                   |                   |                   |                   |                   |                   |                   |                   |                   |                   |                   |                   |                   |                   |                   |                   |                   |                   |                   |                   |                   |                   |                   |
| Juventud San Pedro                                      | 1 - 3                        | Los Chinitos                 | Municipal de Atico           | Atico                        | 3 de julio                   |                              |                              |                              |                              |                              |                              |                   |                   |                   |                   |                   |                   |                   |                   |                   |                   |                   |                   |                   |                   |                   |                   |                   |                   |                   |                   |                   |                   |                   |                   |                   |                   |                   |                   |
| FBC Yauca                                               | 3 - 0                        | Colegio Nacional de Chala    | Municipal de Yauca           | Yauca                        | 3 de julio                   |                              |                              |                              |                              |                              |                              |                   |                   |                   |                   |                   |                   |                   |                   |                   |                   |                   |                   |                   |                   |                   |                   |                   |                   |                   |                   |                   |                   |                   |                   |                   |                   |                   |                   |
| Clasifican a la Departamental: Los Chinitos y FBC Yauca |                              |                              |                              |                              |                              |                              |                              |                              |                              |                              |                              |                   |                   |                   |                   |                   |                   |                   |                   |                   |                   |                   |                   |                   |                   |                   |                   |                   |                   |                   |                   |                   |                   |                   |                   |                   |                   |                   |                   |
|                                                         |                              |                              |                              |                              |                              |                              |                              |                              |                              |                              |                              |                   |                   |                   |                   |                   |                   |                   |                   |                   |                   |                   |                   |                   |                   |                   |                   |                   |                   |                   |                   |                   |                   |                   |                   |                   |                   |                   |                   |
| Partido por el Campeonato                               |                              |                              |                              |                              |                              |                              |                              |                              |                              |                              |                              |                   |                   |                   |                   |                   |                   |                   |                   |                   |                   |                   |                   |                   |                   |                   |                   |                   |                   |                   |                   |                   |                   |                   |                   |                   |                   |                   |                   |
| Los Chinitos                                            | ---                          | FBC Yauca                    | Municipal de Atico           | Atico                        | 6 de julio                   |                              |                              |                              |                              |                              |                              |                   |                   |                   |                   |                   |                   |                   |                   |                   |                   |                   |                   |                   |                   |                   |                   |                   |                   |                   |                   |                   |                   |                   |                   |                   |                   |                   |                   |

- Castilla: Social Corire es el campeón Provincial de Castilla por Sorteo. Deportivo Orcopampa también clasificó a la Departamental.

| Etapa Provincial de Castilla                                       | Etapa Provincial de Castilla | Etapa Provincial de Castilla | Etapa Provincial de Castilla | Etapa Provincial de Castilla | Etapa Provincial de Castilla | Etapa Provincial de Castilla | Etapa Provincial de Castilla | Etapa Provincial de Castilla | Etapa Provincial de Castilla | Etapa Provincial de Castilla | Etapa Provincial de Castilla |         |         |         |         |         |         |         |         |         |         |         |         |         |         |         |         |         |         |         |         |         |         |         |         |         |         |         |         |
| Local                                                              | Resultado                    | Visitante                    | Estadio                      | Distrito                     | Fecha                        |                              |                              |                              |                              |                              |                              |         |         |         |         |         |         |         |         |         |         |         |         |         |         |         |         |         |         |         |         |         |         |         |         |         |         |         |         |
| Grupo A                                                            | Grupo A                      | Grupo A                      | Grupo A                      | Grupo A                      | Grupo A                      | Grupo A                      | Grupo A                      | Grupo A                      | Grupo A                      | Grupo A                      | Grupo A                      | Grupo A | Grupo A | Grupo A | Grupo A | Grupo A | Grupo A | Grupo A | Grupo A | Grupo A | Grupo A | Grupo A | Grupo A | Grupo A | Grupo A | Grupo A | Grupo A | Grupo A | Grupo A | Grupo A | Grupo A | Grupo A | Grupo A | Grupo A | Grupo A | Grupo A | Grupo A | Grupo A | Grupo A |
| ------------------------------------------------------------------ | ---------------------------- | ---------------------------- | ---------------------------- | ---------------------------- | ---------------------------- | ---------------------------- | ---------------------------- | ---------------------------- | ---------------------------- | ---------------------------- | ---------------------------- | ------- | ------- | ------- | ------- | ------- | ------- | ------- | ------- | ------- | ------- | ------- | ------- | ------- | ------- | ------- | ------- | ------- | ------- | ------- | ------- | ------- | ------- | ------- | ------- | ------- | ------- | ------- | ------- |
| Rocket Boys                                                        | 0 - 0                        | Social Corire                | Municipal de Huancarqui      | Huancarqui                   | 29 de mayo                   |                              |                              |                              |                              |                              |                              |         |         |         |         |         |         |         |         |         |         |         |         |         |         |         |         |         |         |         |         |         |         |         |         |         |         |         |         |
| Social Corire                                                      | 2 - 0                        | Rocket Boys                  | José Ricketts                | Corire                       | 12 de junio                  |                              |                              |                              |                              |                              |                              |         |         |         |         |         |         |         |         |         |         |         |         |         |         |         |         |         |         |         |         |         |         |         |         |         |         |         |         |
|                                                                    |                              |                              |                              |                              |                              |                              |                              |                              |                              |                              |                              |         |         |         |         |         |         |         |         |         |         |         |         |         |         |         |         |         |         |         |         |         |         |         |         |         |         |         |         |
| Grupo B                                                            |                              |                              |                              |                              |                              |                              |                              |                              |                              |                              |                              |         |         |         |         |         |         |         |         |         |         |         |         |         |         |         |         |         |         |         |         |         |         |         |         |         |         |         |         |
| Juventud Pampacolca                                                | 1 - 6                        | Deportivo Orcopampa          | Municipal de Pampacolca      | Pampacolca                   | 29 de mayo                   |                              |                              |                              |                              |                              |                              |         |         |         |         |         |         |         |         |         |         |         |         |         |         |         |         |         |         |         |         |         |         |         |         |         |         |         |         |
| Deportivo Trueno                                                   | 2 - 3                        | Deportivo Orcopampa          | Luis Perochena Tassara       | Aplao                        | 12 de junio                  |                              |                              |                              |                              |                              |                              |         |         |         |         |         |         |         |         |         |         |         |         |         |         |         |         |         |         |         |         |         |         |         |         |         |         |         |         |
| Juventud Pampacolca                                                | 1 - 2                        | Deportivo Trueno             | Municipal de Pampacolca      | Pampacolca                   | 19 de junio                  |                              |                              |                              |                              |                              |                              |         |         |         |         |         |         |         |         |         |         |         |         |         |         |         |         |         |         |         |         |         |         |         |         |         |         |         |         |
| Deportivo Orcopampa                                                | 14 - 0                       | Juventud Pampacolca          | Municipal de Orcopampa       | Orcopampa                    | 26 de junio                  |                              |                              |                              |                              |                              |                              |         |         |         |         |         |         |         |         |         |         |         |         |         |         |         |         |         |         |         |         |         |         |         |         |         |         |         |         |
| Deportivo Orcopampa                                                | 1 - 1                        | Deportivo Trueno             | Municipal de Orcopampa       | Orcopampa                    | 29 de junio                  |                              |                              |                              |                              |                              |                              |         |         |         |         |         |         |         |         |         |         |         |         |         |         |         |         |         |         |         |         |         |         |         |         |         |         |         |         |
| Clasifican a la Departamental: Social Corire y Deportivo Orcopampa |                              |                              |                              |                              |                              |                              |                              |                              |                              |                              |                              |         |         |         |         |         |         |         |         |         |         |         |         |         |         |         |         |         |         |         |         |         |         |         |         |         |         |         |         |

- Caylloma: Juventus Corazón es el campeón Provincial de Caylloma tras ganar el cuadrangular final, La Colina también clasificó a la Departamental.

| Etapa Provincial de Caylloma                                | Etapa Provincial de Caylloma | Etapa Provincial de Caylloma | Etapa Provincial de Caylloma | Etapa Provincial de Caylloma | Etapa Provincial de Caylloma | Etapa Provincial de Caylloma | Etapa Provincial de Caylloma | Etapa Provincial de Caylloma | Etapa Provincial de Caylloma | Etapa Provincial de Caylloma | Etapa Provincial de Caylloma |                   |                   |                   |                   |                   |                   |                   |                   |                   |                   |                   |                   |                   |                   |                   |                   |                   |                   |                   |                   |                   |                   |                   |                   |                   |                   |                   |                   |
| Local                                                       | Resultado                    | Visitante                    | Estadio                      | Distrito                     | Fecha                        |                              |                              |                              |                              |                              |                              |                   |                   |                   |                   |                   |                   |                   |                   |                   |                   |                   |                   |                   |                   |                   |                   |                   |                   |                   |                   |                   |                   |                   |                   |                   |                   |                   |                   |
| Primera Fase: Ida                                           | Primera Fase: Ida            | Primera Fase: Ida            | Primera Fase: Ida            | Primera Fase: Ida            | Primera Fase: Ida            | Primera Fase: Ida            | Primera Fase: Ida            | Primera Fase: Ida            | Primera Fase: Ida            | Primera Fase: Ida            | Primera Fase: Ida            | Primera Fase: Ida | Primera Fase: Ida | Primera Fase: Ida | Primera Fase: Ida | Primera Fase: Ida | Primera Fase: Ida | Primera Fase: Ida | Primera Fase: Ida | Primera Fase: Ida | Primera Fase: Ida | Primera Fase: Ida | Primera Fase: Ida | Primera Fase: Ida | Primera Fase: Ida | Primera Fase: Ida | Primera Fase: Ida | Primera Fase: Ida | Primera Fase: Ida | Primera Fase: Ida | Primera Fase: Ida | Primera Fase: Ida | Primera Fase: Ida | Primera Fase: Ida | Primera Fase: Ida | Primera Fase: Ida | Primera Fase: Ida | Primera Fase: Ida | Primera Fase: Ida |
| ----------------------------------------------------------- | ---------------------------- | ---------------------------- | ---------------------------- | ---------------------------- | ---------------------------- | ---------------------------- | ---------------------------- | ---------------------------- | ---------------------------- | ---------------------------- | ---------------------------- | ----------------- | ----------------- | ----------------- | ----------------- | ----------------- | ----------------- | ----------------- | ----------------- | ----------------- | ----------------- | ----------------- | ----------------- | ----------------- | ----------------- | ----------------- | ----------------- | ----------------- | ----------------- | ----------------- | ----------------- | ----------------- | ----------------- | ----------------- | ----------------- | ----------------- | ----------------- | ----------------- | ----------------- |
| Stronger FC                                                 | 0 - 8                        | La Colina                    | Municipal de Yanque          | Yanque                       | 29 de mayo                   |                              |                              |                              |                              |                              |                              |                   |                   |                   |                   |                   |                   |                   |                   |                   |                   |                   |                   |                   |                   |                   |                   |                   |                   |                   |                   |                   |                   |                   |                   |                   |                   |                   |                   |
| Juventus Corazón                                            | 4 - 1                        | Atlético Juvenil Anansaya    | Almirante Miguel Grau        | El Pedregal                  | 29 de mayo                   |                              |                              |                              |                              |                              |                              |                   |                   |                   |                   |                   |                   |                   |                   |                   |                   |                   |                   |                   |                   |                   |                   |                   |                   |                   |                   |                   |                   |                   |                   |                   |                   |                   |                   |
| Municipal de Coporaque                                      | 1 - 5                        | Social Andino                | Municipal de Coporaque       | Coporaque                    | 29 de mayo                   |                              |                              |                              |                              |                              |                              |                   |                   |                   |                   |                   |                   |                   |                   |                   |                   |                   |                   |                   |                   |                   |                   |                   |                   |                   |                   |                   |                   |                   |                   |                   |                   |                   |                   |
| Segunda Fase: Vuelta                                        |                              |                              |                              |                              |                              |                              |                              |                              |                              |                              |                              |                   |                   |                   |                   |                   |                   |                   |                   |                   |                   |                   |                   |                   |                   |                   |                   |                   |                   |                   |                   |                   |                   |                   |                   |                   |                   |                   |                   |
| La Colina                                                   | 7 - 1                        | Stronger FC                  | Almirante Miguel Grau        | El Pedregal                  | 12 de junio                  |                              |                              |                              |                              |                              |                              |                   |                   |                   |                   |                   |                   |                   |                   |                   |                   |                   |                   |                   |                   |                   |                   |                   |                   |                   |                   |                   |                   |                   |                   |                   |                   |                   |                   |
| Atlético Juvenil Anansaya                                   | 2 - 2                        | Juventus Corazón             | Municipal de Chivay          | Chivay                       | 12 de junio                  |                              |                              |                              |                              |                              |                              |                   |                   |                   |                   |                   |                   |                   |                   |                   |                   |                   |                   |                   |                   |                   |                   |                   |                   |                   |                   |                   |                   |                   |                   |                   |                   |                   |                   |
| Social Andino                                               | 1 - 2                        | Municipal de Coporaque       | Municipal de Caylloma        | Caylloma                     | 12 de junio                  |                              |                              |                              |                              |                              |                              |                   |                   |                   |                   |                   |                   |                   |                   |                   |                   |                   |                   |                   |                   |                   |                   |                   |                   |                   |                   |                   |                   |                   |                   |                   |                   |                   |                   |
| Fase Final                                                  |                              |                              |                              |                              |                              |                              |                              |                              |                              |                              |                              |                   |                   |                   |                   |                   |                   |                   |                   |                   |                   |                   |                   |                   |                   |                   |                   |                   |                   |                   |                   |                   |                   |                   |                   |                   |                   |                   |                   |
| Municipal de Coporaque                                      | 1 - 1                        | Juventus Corazón             | Municipal de Coporaque       | Coporaque                    | 19 de junio                  |                              |                              |                              |                              |                              |                              |                   |                   |                   |                   |                   |                   |                   |                   |                   |                   |                   |                   |                   |                   |                   |                   |                   |                   |                   |                   |                   |                   |                   |                   |                   |                   |                   |                   |
| La Colina                                                   | 2 - 0                        | Social Andino                | Almirante Miguel Grau        | El Pedregal                  | 19 de junio                  |                              |                              |                              |                              |                              |                              |                   |                   |                   |                   |                   |                   |                   |                   |                   |                   |                   |                   |                   |                   |                   |                   |                   |                   |                   |                   |                   |                   |                   |                   |                   |                   |                   |                   |
| Juventus Corazón                                            | 3 - 0                        | La Colina                    | Almirante Miguel Grau        | El Pedregal                  | 26 de junio                  |                              |                              |                              |                              |                              |                              |                   |                   |                   |                   |                   |                   |                   |                   |                   |                   |                   |                   |                   |                   |                   |                   |                   |                   |                   |                   |                   |                   |                   |                   |                   |                   |                   |                   |
| Social Andino                                               | 5 - 2                        | Municipal de Coporaque       | Municipal de Caylloma        | Caylloma                     | 26 de junio                  |                              |                              |                              |                              |                              |                              |                   |                   |                   |                   |                   |                   |                   |                   |                   |                   |                   |                   |                   |                   |                   |                   |                   |                   |                   |                   |                   |                   |                   |                   |                   |                   |                   |                   |
| Municipal de Coporaque                                      | 0 - 3                        | La Colina                    | Municipal de Chivay          | Chivay                       | 3 de julio                   |                              |                              |                              |                              |                              |                              |                   |                   |                   |                   |                   |                   |                   |                   |                   |                   |                   |                   |                   |                   |                   |                   |                   |                   |                   |                   |                   |                   |                   |                   |                   |                   |                   |                   |
| Social Andino                                               | 0 - 1                        | Juventus Corazón             | Municipal de Chivay          | Chivay                       | 3 de julio                   |                              |                              |                              |                              |                              |                              |                   |                   |                   |                   |                   |                   |                   |                   |                   |                   |                   |                   |                   |                   |                   |                   |                   |                   |                   |                   |                   |                   |                   |                   |                   |                   |                   |                   |
| Clasifica a la Departamental: Juventus Corazón y La Colina. |                              |                              |                              |                              |                              |                              |                              |                              |                              |                              |                              |                   |                   |                   |                   |                   |                   |                   |                   |                   |                   |                   |                   |                   |                   |                   |                   |                   |                   |                   |                   |                   |                   |                   |                   |                   |                   |                   |                   |

- Condesuyos: Fuerza Minera es el campeón Provincial de Condesuyos tras derrotar a Juvenil Arequipa en la final, ambos clasificaron a la Departamental.

| Etapa Provincial de Condesuyos                                  | Etapa Provincial de Condesuyos | Etapa Provincial de Condesuyos | Etapa Provincial de Condesuyos | Etapa Provincial de Condesuyos | Etapa Provincial de Condesuyos | Etapa Provincial de Condesuyos | Etapa Provincial de Condesuyos | Etapa Provincial de Condesuyos | Etapa Provincial de Condesuyos | Etapa Provincial de Condesuyos | Etapa Provincial de Condesuyos |                  |                  |                  |                  |                  |                  |                  |                  |                  |                  |                  |                  |                  |                  |                  |                  |                  |                  |                  |                  |                  |                  |                  |                  |                  |                  |                  |                  |
| Local                                                           | Resultado                      | Visitante                      | Estadio                        | Distrito                       | Fecha                          |                                |                                |                                |                                |                                |                                |                  |                  |                  |                  |                  |                  |                  |                  |                  |                  |                  |                  |                  |                  |                  |                  |                  |                  |                  |                  |                  |                  |                  |                  |                  |                  |                  |                  |
| Final Provincial                                                | Final Provincial               | Final Provincial               | Final Provincial               | Final Provincial               | Final Provincial               | Final Provincial               | Final Provincial               | Final Provincial               | Final Provincial               | Final Provincial               | Final Provincial               | Final Provincial | Final Provincial | Final Provincial | Final Provincial | Final Provincial | Final Provincial | Final Provincial | Final Provincial | Final Provincial | Final Provincial | Final Provincial | Final Provincial | Final Provincial | Final Provincial | Final Provincial | Final Provincial | Final Provincial | Final Provincial | Final Provincial | Final Provincial | Final Provincial | Final Provincial | Final Provincial | Final Provincial | Final Provincial | Final Provincial | Final Provincial | Final Provincial |
| --------------------------------------------------------------- | ------------------------------ | ------------------------------ | ------------------------------ | ------------------------------ | ------------------------------ | ------------------------------ | ------------------------------ | ------------------------------ | ------------------------------ | ------------------------------ | ------------------------------ | ---------------- | ---------------- | ---------------- | ---------------- | ---------------- | ---------------- | ---------------- | ---------------- | ---------------- | ---------------- | ---------------- | ---------------- | ---------------- | ---------------- | ---------------- | ---------------- | ---------------- | ---------------- | ---------------- | ---------------- | ---------------- | ---------------- | ---------------- | ---------------- | ---------------- | ---------------- | ---------------- | ---------------- |
| Juvenil Arequipa                                                | 0 - 1                          | Fuerza Minera                  | Los Estudiantes                | Chuquibamba                    | 26 de junio                    |                                |                                |                                |                                |                                |                                |                  |                  |                  |                  |                  |                  |                  |                  |                  |                  |                  |                  |                  |                  |                  |                  |                  |                  |                  |                  |                  |                  |                  |                  |                  |                  |                  |                  |
| Clasifican a la Departamental: Fuerza Minera y Juvenil Arequipa |                                |                                |                                |                                |                                |                                |                                |                                |                                |                                |                                |                  |                  |                  |                  |                  |                  |                  |                  |                  |                  |                  |                  |                  |                  |                  |                  |                  |                  |                  |                  |                  |                  |                  |                  |                  |                  |                  |                  |

- Islay: Atlético Mollendo es el campeón Provincial de Islay tras derrotar a Inclán Sport Club en la final, ambos clasificaron a la Departamental.

| Etapa Provincial de Islay                                            | Etapa Provincial de Islay | Etapa Provincial de Islay | Etapa Provincial de Islay    | Etapa Provincial de Islay | Etapa Provincial de Islay | Etapa Provincial de Islay | Etapa Provincial de Islay | Etapa Provincial de Islay | Etapa Provincial de Islay | Etapa Provincial de Islay | Etapa Provincial de Islay |         |         |         |         |         |         |         |         |         |         |         |         |         |         |         |         |         |         |         |         |         |         |         |         |         |         |         |         |
| Local                                                                | Resultado                 | Visitante                 | Estadio                      | Distrito                  | Fecha                     |                           |                           |                           |                           |                           |                           |         |         |         |         |         |         |         |         |         |         |         |         |         |         |         |         |         |         |         |         |         |         |         |         |         |         |         |         |
| Grupo A                                                              | Grupo A                   | Grupo A                   | Grupo A                      | Grupo A                   | Grupo A                   | Grupo A                   | Grupo A                   | Grupo A                   | Grupo A                   | Grupo A                   | Grupo A                   | Grupo A | Grupo A | Grupo A | Grupo A | Grupo A | Grupo A | Grupo A | Grupo A | Grupo A | Grupo A | Grupo A | Grupo A | Grupo A | Grupo A | Grupo A | Grupo A | Grupo A | Grupo A | Grupo A | Grupo A | Grupo A | Grupo A | Grupo A | Grupo A | Grupo A | Grupo A | Grupo A | Grupo A |
| -------------------------------------------------------------------- | ------------------------- | ------------------------- | ---------------------------- | ------------------------- | ------------------------- | ------------------------- | ------------------------- | ------------------------- | ------------------------- | ------------------------- | ------------------------- | ------- | ------- | ------- | ------- | ------- | ------- | ------- | ------- | ------- | ------- | ------- | ------- | ------- | ------- | ------- | ------- | ------- | ------- | ------- | ------- | ------- | ------- | ------- | ------- | ------- | ------- | ------- | ------- |
| Inclán Sport Club                                                    | 7 - 0                     | Sport Pacífico            | Municipal de Mollendo        | Mollendo                  | 22 de mayo                |                           |                           |                           |                           |                           |                           |         |         |         |         |         |         |         |         |         |         |         |         |         |         |         |         |         |         |         |         |         |         |         |         |         |         |         |         |
| Sport Pacífico                                                       | 2 - 3                     | Defensor Guardiola        | Municipal de Mejía           | Mejía                     | 29 de mayo                |                           |                           |                           |                           |                           |                           |         |         |         |         |         |         |         |         |         |         |         |         |         |         |         |         |         |         |         |         |         |         |         |         |         |         |         |         |
| Defensor Guardiola                                                   | 0 - 5                     | Inclán Sport Club         | Bicentenario                 | La Curva                  | 12 de junio               |                           |                           |                           |                           |                           |                           |         |         |         |         |         |         |         |         |         |         |         |         |         |         |         |         |         |         |         |         |         |         |         |         |         |         |         |         |
| Pasa a La Siguiente Fase: Inclán Sport Club                          |                           |                           |                              |                           |                           |                           |                           |                           |                           |                           |                           |         |         |         |         |         |         |         |         |         |         |         |         |         |         |         |         |         |         |         |         |         |         |         |         |         |         |         |         |
| Grupo B                                                              |                           |                           |                              |                           |                           |                           |                           |                           |                           |                           |                           |         |         |         |         |         |         |         |         |         |         |         |         |         |         |         |         |         |         |         |         |         |         |         |         |         |         |         |         |
| Deportivo Boquerón                                                   | 2 - 0                     | Santa Rosa                | Bicentenario                 | La Curva                  | 22 de mayo                |                           |                           |                           |                           |                           |                           |         |         |         |         |         |         |         |         |         |         |         |         |         |         |         |         |         |         |         |         |         |         |         |         |         |         |         |         |
| Santa Rosa                                                           | 0 - 1                     | Alianza Catas             | Benigno Pérez Málaga         | Cocachacra                | 29 de mayo                |                           |                           |                           |                           |                           |                           |         |         |         |         |         |         |         |         |         |         |         |         |         |         |         |         |         |         |         |         |         |         |         |         |         |         |         |         |
| Alianza Catas                                                        | 2 - 2                     | Deportivo Boquerón        | Municipal de Punta de Bombón | Punta de Bombón           | 12 de junio               |                           |                           |                           |                           |                           |                           |         |         |         |         |         |         |         |         |         |         |         |         |         |         |         |         |         |         |         |         |         |         |         |         |         |         |         |         |
| Pasan a La Siguiente Fase: Deportivo Boquerón y Alianza Catas        |                           |                           |                              |                           |                           |                           |                           |                           |                           |                           |                           |         |         |         |         |         |         |         |         |         |         |         |         |         |         |         |         |         |         |         |         |         |         |         |         |         |         |         |         |
| Grupo C                                                              |                           |                           |                              |                           |                           |                           |                           |                           |                           |                           |                           |         |         |         |         |         |         |         |         |         |         |         |         |         |         |         |         |         |         |         |         |         |         |         |         |         |         |         |         |
| Los Amigos de Matarani                                               | 0 - 4                     | Atlético Mollendo         | Juan Teodoro Medina          | Matarani                  | 22 de mayo                |                           |                           |                           |                           |                           |                           |         |         |         |         |         |         |         |         |         |         |         |         |         |         |         |         |         |         |         |         |         |         |         |         |         |         |         |         |
| Atlético Mollendo                                                    | 3 - 1                     | Sport Chucarapi           | Municipal de Mollendo        | Mollendo                  | 29 de mayo                |                           |                           |                           |                           |                           |                           |         |         |         |         |         |         |         |         |         |         |         |         |         |         |         |         |         |         |         |         |         |         |         |         |         |         |         |         |
| Sport Chucarapi                                                      | 5 - 1                     | Los Amigos de Matarani    | Benigno Pérez Málaga         | Cocachacra                | 12 de junio               |                           |                           |                           |                           |                           |                           |         |         |         |         |         |         |         |         |         |         |         |         |         |         |         |         |         |         |         |         |         |         |         |         |         |         |         |         |
| Pasan a La Siguiente Fase: Atlético Mollendo                         |                           |                           |                              |                           |                           |                           |                           |                           |                           |                           |                           |         |         |         |         |         |         |         |         |         |         |         |         |         |         |         |         |         |         |         |         |         |         |         |         |         |         |         |         |
|                                                                      |                           |                           |                              |                           |                           |                           |                           |                           |                           |                           |                           |         |         |         |         |         |         |         |         |         |         |         |         |         |         |         |         |         |         |         |         |         |         |         |         |         |         |         |         |
| Semifinales (Ida)                                                    |                           |                           |                              |                           |                           |                           |                           |                           |                           |                           |                           |         |         |         |         |         |         |         |         |         |         |         |         |         |         |         |         |         |         |         |         |         |         |         |         |         |         |         |         |
| Inclán Sport Club                                                    | 4 - 1                     | Alianza Catas             | Municipal de Mollendo        | Mollendo                  | 19 de junio               |                           |                           |                           |                           |                           |                           |         |         |         |         |         |         |         |         |         |         |         |         |         |         |         |         |         |         |         |         |         |         |         |         |         |         |         |         |
| Deportivo Boquerón                                                   | 0 - 0                     | Atlético Mollendo         | Bicentenario                 | La Curva                  | 19 de junio               |                           |                           |                           |                           |                           |                           |         |         |         |         |         |         |         |         |         |         |         |         |         |         |         |         |         |         |         |         |         |         |         |         |         |         |         |         |
| Semifinales (Vuelta)                                                 |                           |                           |                              |                           |                           |                           |                           |                           |                           |                           |                           |         |         |         |         |         |         |         |         |         |         |         |         |         |         |         |         |         |         |         |         |         |         |         |         |         |         |         |         |
| Alianza Catas                                                        | 0 - 2                     | Inclán Sport Club         | Municipal de Punta de Bombón | Punta de Bombón           | 26 de junio               |                           |                           |                           |                           |                           |                           |         |         |         |         |         |         |         |         |         |         |         |         |         |         |         |         |         |         |         |         |         |         |         |         |         |         |         |         |
| Atlético Mollendo                                                    | 1(5) - 1(4)               | Deportivo Boquerón        | Municipal de Mollendo        | Mollendo                  | 26 de junio               |                           |                           |                           |                           |                           |                           |         |         |         |         |         |         |         |         |         |         |         |         |         |         |         |         |         |         |         |         |         |         |         |         |         |         |         |         |
| Clasifican a la Departamental: Inclán Sport Club y Atlético Mollendo |                           |                           |                              |                           |                           |                           |                           |                           |                           |                           |                           |         |         |         |         |         |         |         |         |         |         |         |         |         |         |         |         |         |         |         |         |         |         |         |         |         |         |         |         |
|                                                                      |                           |                           |                              |                           |                           |                           |                           |                           |                           |                           |                           |         |         |         |         |         |         |         |         |         |         |         |         |         |         |         |         |         |         |         |         |         |         |         |         |         |         |         |         |
| Partido por el Campeonato                                            |                           |                           |                              |                           |                           |                           |                           |                           |                           |                           |                           |         |         |         |         |         |         |         |         |         |         |         |         |         |         |         |         |         |         |         |         |         |         |         |         |         |         |         |         |
| Atlético Mollendo                                                    | 1(3) - 1(2)               | Inclán Sport Club         | Municipal de Mollendo        | Mollendo                  | 2 de julio                |                           |                           |                           |                           |                           |                           |         |         |         |         |         |         |         |         |         |         |         |         |         |         |         |         |         |         |         |         |         |         |         |         |         |         |         |         |

## Equipos participantes
| Provincia  | Distrito          | Club                                   | Condición             | Director Técnico                    | Localía                                        |
| ---------- | ----------------- | -------------------------------------- | --------------------- | ----------------------------------- | ---------------------------------------------- |
| Arequipa   | Paucarpata        | Escuela Municipal Deportivo Binacional | Campeón Provincial    | Luis Flores (Cesado) - Mario Flores | Estadio Mariano Melgar                         |
| Arequipa   | La Joya           | Deportivo Sutega                       | Subcampeón Provincial | Raúl Obando                         | Estadio Municipal de La Joya                   |
| Camaná     | Samuel Pastor     | San Jacinto F. B. C.                   | Campeón Provincial    | José Zúñiga                         | Estadio 9 de Noviembre                         |
| Camaná     | Camaná            | Buenos Aires                           | Subcampeón Provincial | Cesar Saavedra                      | Estadio 9 de Noviembre                         |
| Caravelí   | Atico             | Los Chinitos                           | Campeón Provincial    | Walter Zevallos                     | Estadio Municipal de Atico                     |
| Caravelí   | Yauca             | F. B. C. Yauca                         | Subcampeón Provincial | Miguel Cadenas                      | Estadio Municipal de Bella Unión (Bella Unión) |
| Castilla   | Uraca             | Social Corire                          | Campeón Provincial    | Zenón Cruz                          | Estadio José Ricketts                          |
| Castilla   | Orcopampa         | Deportivo Orcopampa                    | Subcampeón Provincial |                                     | Estadio Municipal de Orcopampa                 |
| Caylloma   | Majes             | Juventus Corazón                       | Campeón Provincial    | Sixto Anco                          | Estadio Almirante Miguel Grau                  |
| Caylloma   | Majes             | La Colina                              | Subcampeón Provincial | Christian Zúñiga                    | Estadio Almirante Miguel Grau                  |
| Condesuyos | Río Grande        | Fuerza Minera                          | Campeón Provincial    | Enrique Chávez                      | Estadio Municipal de Iquipí                    |
| Condesuyos | Chuquibamba       | Juvenil Arequipa                       | Subcampeón Provincial | Pedro Huertas                       | Estadio Los Estudiantes                        |
| Islay      | Mollendo          | Atlético Mollendo                      | Campeón Provincial    | Giovanni Delgado                    | Estadio Municipal de Mollendo                  |
| Islay      | Mollendo          | Inclán Sport Club                      | Subcampeón Provincial | Jorge Vergara                       | Estadio Municipal de Mollendo                  |
| La Unión   | Sin Participantes | Sin Participantes                      | Sin Participantes     | Sin Participantes                   | Sin Participantes                              |

## Primera fase
Llaves eliminatorias de partidos de ida y vuelta, no se toma en cuenta la diferencia de gol. En caso de empate de puntaje se realizará un partido extra en una sede neutral. Así mismo pasa el mejor segundo de la serie Caylloma-Caravelí-Condesuyos.

### Llave I
| 10 de julio de 2016, 15:00 | Inclán Sport Club | 0:5 (0:1) | Escuela Municipal Deportivo Binacional                                                  | Estadio Municipal de Mollendo, Mollendo                   |                                                           |
|                            |                   |           | Adhemir Villavicencio 40' 81' · Eduardo Torres 53' · Andy Polar 76' · Renato Abarca 90' | Asistencia: 609 espectadores Árbitro(s): Guillermo Tejeda | Asistencia: 609 espectadores Árbitro(s): Guillermo Tejeda |

| Inclán Sport Club (Islay) vs Escuela Municipal Binacional (Arequipa) | Inclán Sport Club (Islay) vs Escuela Municipal Binacional (Arequipa) | Inclán Sport Club (Islay) vs Escuela Municipal Binacional (Arequipa) | Inclán Sport Club (Islay) vs Escuela Municipal Binacional (Arequipa) | Inclán Sport Club (Islay) vs Escuela Municipal Binacional (Arequipa) | Inclán Sport Club (Islay) vs Escuela Municipal Binacional (Arequipa) | Inclán Sport Club (Islay) vs Escuela Municipal Binacional (Arequipa) | Inclán Sport Club (Islay) vs Escuela Municipal Binacional (Arequipa) | Inclán Sport Club (Islay) vs Escuela Municipal Binacional (Arequipa) | Inclán Sport Club (Islay) vs Escuela Municipal Binacional (Arequipa) | Inclán Sport Club (Islay) vs Escuela Municipal Binacional (Arequipa) | Inclán Sport Club (Islay) vs Escuela Municipal Binacional (Arequipa) |                                                  |                                                  |                                                  |                                                  |                                                  |                                                  |                                                  |                                                  |
| Inclán Sport Club - Escuela Municipal Binacional                     | Inclán Sport Club - Escuela Municipal Binacional                     | Inclán Sport Club - Escuela Municipal Binacional                     | Inclán Sport Club - Escuela Municipal Binacional                     | Inclán Sport Club - Escuela Municipal Binacional                     | Inclán Sport Club - Escuela Municipal Binacional                     | Inclán Sport Club - Escuela Municipal Binacional                     | Inclán Sport Club - Escuela Municipal Binacional                     | Inclán Sport Club - Escuela Municipal Binacional                     | Inclán Sport Club - Escuela Municipal Binacional                     | Inclán Sport Club - Escuela Municipal Binacional                     | Inclán Sport Club - Escuela Municipal Binacional                     | Inclán Sport Club - Escuela Municipal Binacional | Inclán Sport Club - Escuela Municipal Binacional | Inclán Sport Club - Escuela Municipal Binacional | Inclán Sport Club - Escuela Municipal Binacional | Inclán Sport Club - Escuela Municipal Binacional | Inclán Sport Club - Escuela Municipal Binacional | Inclán Sport Club - Escuela Municipal Binacional | Inclán Sport Club - Escuela Municipal Binacional |
| -------------------------------------------------------------------- | -------------------------------------------------------------------- | -------------------------------------------------------------------- | -------------------------------------------------------------------- | -------------------------------------------------------------------- | -------------------------------------------------------------------- | -------------------------------------------------------------------- | -------------------------------------------------------------------- | -------------------------------------------------------------------- | -------------------------------------------------------------------- | -------------------------------------------------------------------- | -------------------------------------------------------------------- | ------------------------------------------------ | ------------------------------------------------ | ------------------------------------------------ | ------------------------------------------------ | ------------------------------------------------ | ------------------------------------------------ | ------------------------------------------------ | ------------------------------------------------ |

|            | POR        | Pablo Pastor     |       |
|            | DEF        | Rikso Gutiérrez  |       |
|            | DEF        | Héctor Valencia  |       |
|            | DEF        | Javier Fernández | Salió |
|            | DEF        | Manuel Torres    |       |
|            | MED        | José Ballón      |       |
|            | MED        | Rodrigo Quea     |       |
|            | MED        | Diego Vargas     |       |
|            | MED        | Oscar Valdivia   | Salió |
|            | DEL        | Percy Molina     |       |
|            | DEL        | Vladimir Tejada  | Salió |
| Entrenador | Entrenador | Jorge Vergara    |       |

| 12         | POR        | Jean Paúl Torres      |       |
| 30         | DEF        | John Fajardo          |       |
| 3          | DEF        | Carlos Aspilcueta     |       |
| 6          | DEF        | Carlos Choquecondo    |       |
| 15         | DEF        | Junior Chumbiray      |       |
| 13         | MED        | Renato Abarca         |       |
| 7          | MED        | Aléxis Cornejo        | Salió |
| 10         | MED        | Eduardo Torres        | Salió |
| 22         | DEL        | Hristo Paredes        | Salió |
| 16         | DEL        | Adhemir Villavicencio |       |
| 9          | DEL        | Diego Escuza          |       |
| Entrenador | Entrenador | Luis Flores           |       |

|  | MED | Percy Peralta   | Entró |
|  | DEF | Percy Gutiérrez | Entró |
|  | DEF | Eduardo Eguiluz | Entró |

| 17 | MED | Andy Polar      | Entró |
|    | MED | Carlos Valdivia | Entró |
|    | DEF | Martín Cuadros  | Entró |

| Anotado | 40' | Adhemir Villavicencio | 0-1 |
| Anotado | 53' | Eduardo Torres        | 0-2 |
| Anotado | 76' | Andy Polar            | 0-3 |
| Anotado | 81' | Adhemir Villavicencio | 0-4 |
| Anotado | 90' | Renato Abarca         | 0-5 |

| Árbitro             | Guillermo Tejeda   |
| Árbitros asistentes | Víctor Romero      |
| Árbitros asistentes | Fabricio Valcárcel |

|            | POR        | Pablo Pastor     |       |
|            | DEF        | Rikso Gutiérrez  |       |
|            | DEF        | Héctor Valencia  |       |
|            | DEF        | Javier Fernández | Salió |
|            | DEF        | Manuel Torres    |       |
|            | MED        | José Ballón      |       |
|            | MED        | Rodrigo Quea     |       |
|            | MED        | Diego Vargas     |       |
|            | MED        | Oscar Valdivia   | Salió |
|            | DEL        | Percy Molina     |       |
|            | DEL        | Vladimir Tejada  | Salió |
| Entrenador | Entrenador | Jorge Vergara    |       |

| 12         | POR        | Jean Paúl Torres      |       |
| 30         | DEF        | John Fajardo          |       |
| 3          | DEF        | Carlos Aspilcueta     |       |
| 6          | DEF        | Carlos Choquecondo    |       |
| 15         | DEF        | Junior Chumbiray      |       |
| 13         | MED        | Renato Abarca         |       |
| 7          | MED        | Aléxis Cornejo        | Salió |
| 10         | MED        | Eduardo Torres        | Salió |
| 22         | DEL        | Hristo Paredes        | Salió |
| 16         | DEL        | Adhemir Villavicencio |       |
| 9          | DEL        | Diego Escuza          |       |
| Entrenador | Entrenador | Luis Flores           |       |

|  | MED | Percy Peralta   | Entró |
|  | DEF | Percy Gutiérrez | Entró |
|  | DEF | Eduardo Eguiluz | Entró |

| 17 | MED | Andy Polar      | Entró |
|    | MED | Carlos Valdivia | Entró |
|    | DEF | Martín Cuadros  | Entró |

| Anotado | 40' | Adhemir Villavicencio | 0-1 |
| Anotado | 53' | Eduardo Torres        | 0-2 |
| Anotado | 76' | Andy Polar            | 0-3 |
| Anotado | 81' | Adhemir Villavicencio | 0-4 |
| Anotado | 90' | Renato Abarca         | 0-5 |

| Árbitro             | Guillermo Tejeda   |
| Árbitros asistentes | Víctor Romero      |
| Árbitros asistentes | Fabricio Valcárcel |

| 16 de julio de 2016, 15:30 | Escuela Municipal Deportivo Binacional                                                              | 7:0 (1:0) | Inclán Sport Club | Estadio Mariano Melgar, Arequipa |                          |
|                            | Martín Cuadros 24' · Adhemir Villavicencio 59' 68' 84' · Diego Escuza 63' 87' · Walter Portugal 80' |           |                   | Árbitro(s): Milton Dongo         | Árbitro(s): Milton Dongo |

| Escuela Municipal Binacional (Arequipa) Inclán Sport Club (Islay) | Escuela Municipal Binacional (Arequipa) Inclán Sport Club (Islay) | Escuela Municipal Binacional (Arequipa) Inclán Sport Club (Islay) | Escuela Municipal Binacional (Arequipa) Inclán Sport Club (Islay) | Escuela Municipal Binacional (Arequipa) Inclán Sport Club (Islay) | Escuela Municipal Binacional (Arequipa) Inclán Sport Club (Islay) | Escuela Municipal Binacional (Arequipa) Inclán Sport Club (Islay) | Escuela Municipal Binacional (Arequipa) Inclán Sport Club (Islay) | Escuela Municipal Binacional (Arequipa) Inclán Sport Club (Islay) | Escuela Municipal Binacional (Arequipa) Inclán Sport Club (Islay) | Escuela Municipal Binacional (Arequipa) Inclán Sport Club (Islay) | Escuela Municipal Binacional (Arequipa) Inclán Sport Club (Islay) |                                                  |                                                  |                                                  |                                                  |                                                  |                                                  |                                                  |                                                  |
| Escuela Municipal Binacional - Inclán Sport Club                  | Escuela Municipal Binacional - Inclán Sport Club                  | Escuela Municipal Binacional - Inclán Sport Club                  | Escuela Municipal Binacional - Inclán Sport Club                  | Escuela Municipal Binacional - Inclán Sport Club                  | Escuela Municipal Binacional - Inclán Sport Club                  | Escuela Municipal Binacional - Inclán Sport Club                  | Escuela Municipal Binacional - Inclán Sport Club                  | Escuela Municipal Binacional - Inclán Sport Club                  | Escuela Municipal Binacional - Inclán Sport Club                  | Escuela Municipal Binacional - Inclán Sport Club                  | Escuela Municipal Binacional - Inclán Sport Club                  | Escuela Municipal Binacional - Inclán Sport Club | Escuela Municipal Binacional - Inclán Sport Club | Escuela Municipal Binacional - Inclán Sport Club | Escuela Municipal Binacional - Inclán Sport Club | Escuela Municipal Binacional - Inclán Sport Club | Escuela Municipal Binacional - Inclán Sport Club | Escuela Municipal Binacional - Inclán Sport Club | Escuela Municipal Binacional - Inclán Sport Club |
| ----------------------------------------------------------------- | ----------------------------------------------------------------- | ----------------------------------------------------------------- | ----------------------------------------------------------------- | ----------------------------------------------------------------- | ----------------------------------------------------------------- | ----------------------------------------------------------------- | ----------------------------------------------------------------- | ----------------------------------------------------------------- | ----------------------------------------------------------------- | ----------------------------------------------------------------- | ----------------------------------------------------------------- | ------------------------------------------------ | ------------------------------------------------ | ------------------------------------------------ | ------------------------------------------------ | ------------------------------------------------ | ------------------------------------------------ | ------------------------------------------------ | ------------------------------------------------ |

| 12         | POR        | Jean Paúl Torres      |       |
| 4          | DEF        | Juan Vera             |       |
| 2          | DEF        | Martín Cuadros        | Salió |
| 30         | DEF        | John Fajardo          | Salió |
| 6          | DEF        | Carlos Choquecondo    |       |
| 18         | MED        | Jerzinio Castrillón   |       |
| 17         | MED        | Andy Polar            |       |
| 22         | MED        | Enrique Valdivia      |       |
| 10         | MED        | Eduardo Torres        |       |
| 16         | DEL        | Adhemir Villavicencio |       |
| 9          | DEL        | Diego Escuza          |       |
| Entrenador | Entrenador | Luis Flores           |       |

| 23         | POR        | Pablo Pastor     | Salió |
| 2          | DEF        | Manuel Torres    |       |
| 15         | DEF        | Dennis Ballón    |       |
| 12         | DEF        | Rikso Gutiérrez  |       |
| 18         | DEF        | Johan Cáceres    |       |
| 13         | MED        | Diego Vargas     |       |
| 4          | MED        | Brett Vizcarra   |       |
| 9          | MED        | Javier Fernández |       |
| 10         | MED        | Percy Molina     |       |
| 11         | DEL        | Vladimir Tejada  |       |
| 17         | DEL        | Percy Gutiérrez  |       |
| Entrenador | Entrenador | Jorge Vergara    |       |

| 14 | MED | Walter Portugal | Entró |
| 8  | MED | Yorkman Tello   | Entró |

|  | MED | Percy Peralta | Entró |

| Anotado | 24' | Martín Cuadros        | 1-0 |
| Anotado | 59' | Adhemir Villavicencio | 2-0 |
| Anotado | 63' | Diego Escuza          | 3-0 |
| Anotado | 68' | Adhemir Villavicencio | 4-0 |
| Anotado | 80' | Walter Portugal       | 5-0 |
| Anotado | 84' | Adhemir Villavicencio | 6-0 |
| Anotado | 87' | Diego Escuza          | 7-0 |

| Árbitro             | Milton Dongo    |
| Árbitros asistentes | Bandera de Perú |
| Árbitros asistentes | Bandera de Perú |

| 12         | POR        | Jean Paúl Torres      |       |
| 4          | DEF        | Juan Vera             |       |
| 2          | DEF        | Martín Cuadros        | Salió |
| 30         | DEF        | John Fajardo          | Salió |
| 6          | DEF        | Carlos Choquecondo    |       |
| 18         | MED        | Jerzinio Castrillón   |       |
| 17         | MED        | Andy Polar            |       |
| 22         | MED        | Enrique Valdivia      |       |
| 10         | MED        | Eduardo Torres        |       |
| 16         | DEL        | Adhemir Villavicencio |       |
| 9          | DEL        | Diego Escuza          |       |
| Entrenador | Entrenador | Luis Flores           |       |

| 23         | POR        | Pablo Pastor     | Salió |
| 2          | DEF        | Manuel Torres    |       |
| 15         | DEF        | Dennis Ballón    |       |
| 12         | DEF        | Rikso Gutiérrez  |       |
| 18         | DEF        | Johan Cáceres    |       |
| 13         | MED        | Diego Vargas     |       |
| 4          | MED        | Brett Vizcarra   |       |
| 9          | MED        | Javier Fernández |       |
| 10         | MED        | Percy Molina     |       |
| 11         | DEL        | Vladimir Tejada  |       |
| 17         | DEL        | Percy Gutiérrez  |       |
| Entrenador | Entrenador | Jorge Vergara    |       |

| 14 | MED | Walter Portugal | Entró |
| 8  | MED | Yorkman Tello   | Entró |

|  | MED | Percy Peralta | Entró |

| Anotado | 24' | Martín Cuadros        | 1-0 |
| Anotado | 59' | Adhemir Villavicencio | 2-0 |
| Anotado | 63' | Diego Escuza          | 3-0 |
| Anotado | 68' | Adhemir Villavicencio | 4-0 |
| Anotado | 80' | Walter Portugal       | 5-0 |
| Anotado | 84' | Adhemir Villavicencio | 6-0 |
| Anotado | 87' | Diego Escuza          | 7-0 |

| Árbitro             | Milton Dongo    |
| Árbitros asistentes | Bandera de Perú |
| Árbitros asistentes | Bandera de Perú |

### Llave II
| 10 de julio de 2016, 15:00 | Deportivo Sutega | 0:1 (0:0) | Atlético Mollendo | Estadio Municipal de La Joya, La Joya |                          |
|                            |                  |           | Carlos Montes     | Árbitro(s): Milton Dongo              | Árbitro(s): Milton Dongo |

| Deportivo Sutega (Arequipa) vs Atlético Mollendo (Islay) | Deportivo Sutega (Arequipa) vs Atlético Mollendo (Islay) | Deportivo Sutega (Arequipa) vs Atlético Mollendo (Islay) | Deportivo Sutega (Arequipa) vs Atlético Mollendo (Islay) | Deportivo Sutega (Arequipa) vs Atlético Mollendo (Islay) | Deportivo Sutega (Arequipa) vs Atlético Mollendo (Islay) | Deportivo Sutega (Arequipa) vs Atlético Mollendo (Islay) | Deportivo Sutega (Arequipa) vs Atlético Mollendo (Islay) | Deportivo Sutega (Arequipa) vs Atlético Mollendo (Islay) | Deportivo Sutega (Arequipa) vs Atlético Mollendo (Islay) | Deportivo Sutega (Arequipa) vs Atlético Mollendo (Islay) | Deportivo Sutega (Arequipa) vs Atlético Mollendo (Islay) |                                      |                                      |                                      |                                      |                                      |                                      |                                      |                                      |
| Deportivo Sutega - Atlético Mollendo                     | Deportivo Sutega - Atlético Mollendo                     | Deportivo Sutega - Atlético Mollendo                     | Deportivo Sutega - Atlético Mollendo                     | Deportivo Sutega - Atlético Mollendo                     | Deportivo Sutega - Atlético Mollendo                     | Deportivo Sutega - Atlético Mollendo                     | Deportivo Sutega - Atlético Mollendo                     | Deportivo Sutega - Atlético Mollendo                     | Deportivo Sutega - Atlético Mollendo                     | Deportivo Sutega - Atlético Mollendo                     | Deportivo Sutega - Atlético Mollendo                     | Deportivo Sutega - Atlético Mollendo | Deportivo Sutega - Atlético Mollendo | Deportivo Sutega - Atlético Mollendo | Deportivo Sutega - Atlético Mollendo | Deportivo Sutega - Atlético Mollendo | Deportivo Sutega - Atlético Mollendo | Deportivo Sutega - Atlético Mollendo | Deportivo Sutega - Atlético Mollendo |
| -------------------------------------------------------- | -------------------------------------------------------- | -------------------------------------------------------- | -------------------------------------------------------- | -------------------------------------------------------- | -------------------------------------------------------- | -------------------------------------------------------- | -------------------------------------------------------- | -------------------------------------------------------- | -------------------------------------------------------- | -------------------------------------------------------- | -------------------------------------------------------- | ------------------------------------ | ------------------------------------ | ------------------------------------ | ------------------------------------ | ------------------------------------ | ------------------------------------ | ------------------------------------ | ------------------------------------ |

| 1          | POR        | José Moscoso          |  |
| 13         | DEF        | Christian Coronel     |  |
| 3          | DEF        | Víctor Copara         |  |
| 2          | DEF        | Ramiro Benavente      |  |
| 17         | DEF        | Edward Fuentes        |  |
| 10         | MED        | Jean Valcárcel        |  |
| 6          | MED        | Angelo Álvarez        |  |
| 15         | MED        | Gean Pierre Cervantes |  |
| 20         | MED        | Alejandro Aime        |  |
| 19         | DEL        | Anthony Rodríguez     |  |
| 9          | DEL        | Ney Tapia             |  |
| Entrenador | Entrenador | Raúl Obando           |  |

| 1          | POR        | Augusto Rossel   |  |
| 20         | DEF        | Pablo Yauri      |  |
| 12         | DEF        | Arturo Ruíz      |  |
| 3          | DEF        | Jesús Requena    |  |
| 14         | DEF        | Anthony Deza     |  |
| 10         | MED        | José Yáñez       |  |
| 22         | MED        | Jeremy Zevallos  |  |
| 13         | MED        | Carlos Montes    |  |
| 19         | MED        | Alan Llerena     |  |
| 4          | DEL        | Romel Valdivia   |  |
| 18         | DEL        | Farid Abugattas  |  |
| Entrenador | Entrenador | Giovanni Delgado |  |

| Anotado | 38' | Carlos Montes | 0-1 |

| Árbitro | Milton Dongo |

| 1          | POR        | José Moscoso          |  |
| 13         | DEF        | Christian Coronel     |  |
| 3          | DEF        | Víctor Copara         |  |
| 2          | DEF        | Ramiro Benavente      |  |
| 17         | DEF        | Edward Fuentes        |  |
| 10         | MED        | Jean Valcárcel        |  |
| 6          | MED        | Angelo Álvarez        |  |
| 15         | MED        | Gean Pierre Cervantes |  |
| 20         | MED        | Alejandro Aime        |  |
| 19         | DEL        | Anthony Rodríguez     |  |
| 9          | DEL        | Ney Tapia             |  |
| Entrenador | Entrenador | Raúl Obando           |  |

| 1          | POR        | Augusto Rossel   |  |
| 20         | DEF        | Pablo Yauri      |  |
| 12         | DEF        | Arturo Ruíz      |  |
| 3          | DEF        | Jesús Requena    |  |
| 14         | DEF        | Anthony Deza     |  |
| 10         | MED        | José Yáñez       |  |
| 22         | MED        | Jeremy Zevallos  |  |
| 13         | MED        | Carlos Montes    |  |
| 19         | MED        | Alan Llerena     |  |
| 4          | DEL        | Romel Valdivia   |  |
| 18         | DEL        | Farid Abugattas  |  |
| Entrenador | Entrenador | Giovanni Delgado |  |

| Anotado | 38' | Carlos Montes | 0-1 |

| Árbitro | Milton Dongo |

| 17 de julio de 2016, 15:00 | Atlético Mollendo   | 1:1 (1:0) | Deportivo Sutega  | Estadio Municipal de Mollendo, Mollendo               |                                                       |
|                            | Rommel Valdivia 40' |           | Gilbert Ocola 52' | Asistencia: 750 espectadores Árbitro(s): Cesar Allasi | Asistencia: 750 espectadores Árbitro(s): Cesar Allasi |

| Atlético Mollendo (Islay) vs Deportivo Sutega (Arequipa) | Atlético Mollendo (Islay) vs Deportivo Sutega (Arequipa) | Atlético Mollendo (Islay) vs Deportivo Sutega (Arequipa) | Atlético Mollendo (Islay) vs Deportivo Sutega (Arequipa) | Atlético Mollendo (Islay) vs Deportivo Sutega (Arequipa) | Atlético Mollendo (Islay) vs Deportivo Sutega (Arequipa) | Atlético Mollendo (Islay) vs Deportivo Sutega (Arequipa) | Atlético Mollendo (Islay) vs Deportivo Sutega (Arequipa) | Atlético Mollendo (Islay) vs Deportivo Sutega (Arequipa) | Atlético Mollendo (Islay) vs Deportivo Sutega (Arequipa) | Atlético Mollendo (Islay) vs Deportivo Sutega (Arequipa) | Atlético Mollendo (Islay) vs Deportivo Sutega (Arequipa) |                                      |                                      |                                      |                                      |                                      |                                      |                                      |                                      |
| Atlético Mollendo - Deportivo Sutega                     | Atlético Mollendo - Deportivo Sutega                     | Atlético Mollendo - Deportivo Sutega                     | Atlético Mollendo - Deportivo Sutega                     | Atlético Mollendo - Deportivo Sutega                     | Atlético Mollendo - Deportivo Sutega                     | Atlético Mollendo - Deportivo Sutega                     | Atlético Mollendo - Deportivo Sutega                     | Atlético Mollendo - Deportivo Sutega                     | Atlético Mollendo - Deportivo Sutega                     | Atlético Mollendo - Deportivo Sutega                     | Atlético Mollendo - Deportivo Sutega                     | Atlético Mollendo - Deportivo Sutega | Atlético Mollendo - Deportivo Sutega | Atlético Mollendo - Deportivo Sutega | Atlético Mollendo - Deportivo Sutega | Atlético Mollendo - Deportivo Sutega | Atlético Mollendo - Deportivo Sutega | Atlético Mollendo - Deportivo Sutega | Atlético Mollendo - Deportivo Sutega |
| -------------------------------------------------------- | -------------------------------------------------------- | -------------------------------------------------------- | -------------------------------------------------------- | -------------------------------------------------------- | -------------------------------------------------------- | -------------------------------------------------------- | -------------------------------------------------------- | -------------------------------------------------------- | -------------------------------------------------------- | -------------------------------------------------------- | -------------------------------------------------------- | ------------------------------------ | ------------------------------------ | ------------------------------------ | ------------------------------------ | ------------------------------------ | ------------------------------------ | ------------------------------------ | ------------------------------------ |

| 1          | POR        | Augusto Rossel   |       |
| 20         | DEF        | Pablo Yauri      | Salió |
| 12         | DEF        | Arturo Ruíz      |       |
| 3          | DEF        | Jesús Requena    |       |
| 14         | DEF        | Anthony Deza     |       |
| 10         | MED        | José Yáñez       | Salió |
| 22         | MED        | Jeremy Zevallos  |       |
|            | MED        | Rohemy Vizcarra  |       |
| 19         | MED        | Percy Minaya     |       |
| 4          | DEL        | Romel Valdivia   |       |
| 18         | DEL        | Farid Abugattas  |       |
| Entrenador | Entrenador | Giovanni Delgado |       |

| 1          | POR        | José Moscoso          |       |
| 13         | DEF        | Christian Coronel     |       |
|            | DEF        | Irving Begazo         | Salió |
| 2          | DEF        | Ramiro Benavente      |       |
| 17         | DEF        | Edward Fuentes        |       |
|            | MED        | Carlos Coronel        |       |
| 6          | MED        | Angelo Álvarez        |       |
| 15         | MED        | Gean Pierre Cervantes |       |
| 20         | MED        | Gilbert Ocola         |       |
|            | DEL        | Cesar Moscoso         | Salió |
| 9          | DEL        | Ney Tapia             |       |
| Entrenador | Entrenador | Raúl Obando           |       |

|  | MED | Roberto Huanca | Entró |
|  | MED | Luis León      | Entró |

| 19 | DEL | Anthony Rodríguez | Entró |
| 10 | MED | Jean Valcárcel    | Entró |

| Anotado | 40' | Romel Valdivia | 1-0 |

| Anotado | 52' | Gilbert Ocola | 1-1 |

| Árbitro             | Cesar Allasi   |
| Árbitros asistentes | John Gutiérrez |
| Árbitros asistentes | Jimmy Pinto    |

| 1          | POR        | Augusto Rossel   |       |
| 20         | DEF        | Pablo Yauri      | Salió |
| 12         | DEF        | Arturo Ruíz      |       |
| 3          | DEF        | Jesús Requena    |       |
| 14         | DEF        | Anthony Deza     |       |
| 10         | MED        | José Yáñez       | Salió |
| 22         | MED        | Jeremy Zevallos  |       |
|            | MED        | Rohemy Vizcarra  |       |
| 19         | MED        | Percy Minaya     |       |
| 4          | DEL        | Romel Valdivia   |       |
| 18         | DEL        | Farid Abugattas  |       |
| Entrenador | Entrenador | Giovanni Delgado |       |

| 1          | POR        | José Moscoso          |       |
| 13         | DEF        | Christian Coronel     |       |
|            | DEF        | Irving Begazo         | Salió |
| 2          | DEF        | Ramiro Benavente      |       |
| 17         | DEF        | Edward Fuentes        |       |
|            | MED        | Carlos Coronel        |       |
| 6          | MED        | Angelo Álvarez        |       |
| 15         | MED        | Gean Pierre Cervantes |       |
| 20         | MED        | Gilbert Ocola         |       |
|            | DEL        | Cesar Moscoso         | Salió |
| 9          | DEL        | Ney Tapia             |       |
| Entrenador | Entrenador | Raúl Obando           |       |

|  | MED | Roberto Huanca | Entró |
|  | MED | Luis León      | Entró |

| 19 | DEL | Anthony Rodríguez | Entró |
| 10 | MED | Jean Valcárcel    | Entró |

| Anotado | 40' | Romel Valdivia | 1-0 |

| Anotado | 52' | Gilbert Ocola | 1-1 |

| Árbitro             | Cesar Allasi   |
| Árbitros asistentes | John Gutiérrez |
| Árbitros asistentes | Jimmy Pinto    |

### Llave III
| 10 de julio de 2016, 15:00 | F. B. C. Yauca | 0:2 (0:1) | San Jacinto F. B. C.                    | Estadio Municipal de Bella Unión, Bella Unión |                                 |
|                            |                |           | Alonso Briceño 20' · Brayan Carazas 65' | Árbitro(s): Alexander Lazarinos               | Árbitro(s): Alexander Lazarinos |

| 17 de julio de 2016, 15:30 | San Jacinto F. B. C.                      | 3:0 (0:0) | F. B. C. Yauca | Estadio 9 de Noviembre, Camaná |                             |
|                            | Brayan Pasache 48' 52' · Julio Monroy 74' |           |                | Árbitro(s): William Samanez    | Árbitro(s): William Samanez |

| San Jacinto FBC (Camaná) vs FBC Yauca (Caravelí) | San Jacinto FBC (Camaná) vs FBC Yauca (Caravelí) | San Jacinto FBC (Camaná) vs FBC Yauca (Caravelí) | San Jacinto FBC (Camaná) vs FBC Yauca (Caravelí) | San Jacinto FBC (Camaná) vs FBC Yauca (Caravelí) | San Jacinto FBC (Camaná) vs FBC Yauca (Caravelí) | San Jacinto FBC (Camaná) vs FBC Yauca (Caravelí) | San Jacinto FBC (Camaná) vs FBC Yauca (Caravelí) | San Jacinto FBC (Camaná) vs FBC Yauca (Caravelí) | San Jacinto FBC (Camaná) vs FBC Yauca (Caravelí) | San Jacinto FBC (Camaná) vs FBC Yauca (Caravelí) | San Jacinto FBC (Camaná) vs FBC Yauca (Caravelí) |                         |                         |                         |                         |                         |                         |                         |                         |
| San Jacinto - FBC Yauca                          | San Jacinto - FBC Yauca                          | San Jacinto - FBC Yauca                          | San Jacinto - FBC Yauca                          | San Jacinto - FBC Yauca                          | San Jacinto - FBC Yauca                          | San Jacinto - FBC Yauca                          | San Jacinto - FBC Yauca                          | San Jacinto - FBC Yauca                          | San Jacinto - FBC Yauca                          | San Jacinto - FBC Yauca                          | San Jacinto - FBC Yauca                          | San Jacinto - FBC Yauca | San Jacinto - FBC Yauca | San Jacinto - FBC Yauca | San Jacinto - FBC Yauca | San Jacinto - FBC Yauca | San Jacinto - FBC Yauca | San Jacinto - FBC Yauca | San Jacinto - FBC Yauca |
| ------------------------------------------------ | ------------------------------------------------ | ------------------------------------------------ | ------------------------------------------------ | ------------------------------------------------ | ------------------------------------------------ | ------------------------------------------------ | ------------------------------------------------ | ------------------------------------------------ | ------------------------------------------------ | ------------------------------------------------ | ------------------------------------------------ | ----------------------- | ----------------------- | ----------------------- | ----------------------- | ----------------------- | ----------------------- | ----------------------- | ----------------------- |

|            | POR        | Ángel Granda       |  |
| 12         | DEF        | Erick Neyra        |  |
| 2          | DEF        | Jesús Neyra        |  |
| 4          | DEF        | Remi Albarracín    |  |
| 17         | DEF        | Piero Corzo        |  |
| 7          | MED        | Bryand Rivas       |  |
| 8          | MED        | Derhiand Yescas    |  |
| 10         | MED        | Julio Monroy       |  |
| 5          | MED        | Bryan Carazas      |  |
| 13         | DEL        | Brayan Pasache     |  |
| 15         | DEL        | Gean Marco Montoya |  |
| Entrenador | Entrenador | José Zúñiga        |  |

| 1          | POR        | José Luis Geldres |  |
| 4          | DEF        | Sebastián Roca    |  |
| 6          | DEF        | Ghilmar Medina    |  |
| 13         | DEF        | Edgar Cadenas     |  |
| 7          | DEF        | Milton Casani     |  |
| 3          | MED        | Rolando Romero    |  |
| 21         | MED        | Luis Cadenas      |  |
| 5          | MED        | Richard Cadenas   |  |
| 25         | MED        | Antoni Acuña      |  |
| 9          | DEL        | Johnny Navarro    |  |
| 11         | DEL        | Edinsón Azocar    |  |
| Entrenador | Entrenador | Miguel Cadenas    |  |

| Anotado | 48' | Brayan Pasache | 1-0 |
| Anotado | 52' | Brayan Pasache | 2-0 |
| Anotado | 74' | Julio Monroy   | 3-0 |

| Árbitro | William Samanez |

|            | POR        | Ángel Granda       |  |
| 12         | DEF        | Erick Neyra        |  |
| 2          | DEF        | Jesús Neyra        |  |
| 4          | DEF        | Remi Albarracín    |  |
| 17         | DEF        | Piero Corzo        |  |
| 7          | MED        | Bryand Rivas       |  |
| 8          | MED        | Derhiand Yescas    |  |
| 10         | MED        | Julio Monroy       |  |
| 5          | MED        | Bryan Carazas      |  |
| 13         | DEL        | Brayan Pasache     |  |
| 15         | DEL        | Gean Marco Montoya |  |
| Entrenador | Entrenador | José Zúñiga        |  |

| 1          | POR        | José Luis Geldres |  |
| 4          | DEF        | Sebastián Roca    |  |
| 6          | DEF        | Ghilmar Medina    |  |
| 13         | DEF        | Edgar Cadenas     |  |
| 7          | DEF        | Milton Casani     |  |
| 3          | MED        | Rolando Romero    |  |
| 21         | MED        | Luis Cadenas      |  |
| 5          | MED        | Richard Cadenas   |  |
| 25         | MED        | Antoni Acuña      |  |
| 9          | DEL        | Johnny Navarro    |  |
| 11         | DEL        | Edinsón Azocar    |  |
| Entrenador | Entrenador | Miguel Cadenas    |  |

| Anotado | 48' | Brayan Pasache | 1-0 |
| Anotado | 52' | Brayan Pasache | 2-0 |
| Anotado | 74' | Julio Monroy   | 3-0 |

| Árbitro | William Samanez |

### Llave IV
| 14 de julio de 2016, 15:00 | Buenos Aires | 0:1 (0:1) | Los Chinitos    | Estadio 9 de Noviembre, Camaná |                            |
|                            |              |           | Juan Segura 30' | Árbitro(s): Jorge Martínez     | Árbitro(s): Jorge Martínez |

| Buenos Aires (Camaná) vs Los Chinitos (Atico) | Buenos Aires (Camaná) vs Los Chinitos (Atico) | Buenos Aires (Camaná) vs Los Chinitos (Atico) | Buenos Aires (Camaná) vs Los Chinitos (Atico) | Buenos Aires (Camaná) vs Los Chinitos (Atico) | Buenos Aires (Camaná) vs Los Chinitos (Atico) | Buenos Aires (Camaná) vs Los Chinitos (Atico) | Buenos Aires (Camaná) vs Los Chinitos (Atico) | Buenos Aires (Camaná) vs Los Chinitos (Atico) | Buenos Aires (Camaná) vs Los Chinitos (Atico) | Buenos Aires (Camaná) vs Los Chinitos (Atico) | Buenos Aires (Camaná) vs Los Chinitos (Atico) |                             |                             |                             |                             |                             |                             |                             |                             |
| Buenos Aires - Los Chinitos                   | Buenos Aires - Los Chinitos                   | Buenos Aires - Los Chinitos                   | Buenos Aires - Los Chinitos                   | Buenos Aires - Los Chinitos                   | Buenos Aires - Los Chinitos                   | Buenos Aires - Los Chinitos                   | Buenos Aires - Los Chinitos                   | Buenos Aires - Los Chinitos                   | Buenos Aires - Los Chinitos                   | Buenos Aires - Los Chinitos                   | Buenos Aires - Los Chinitos                   | Buenos Aires - Los Chinitos | Buenos Aires - Los Chinitos | Buenos Aires - Los Chinitos | Buenos Aires - Los Chinitos | Buenos Aires - Los Chinitos | Buenos Aires - Los Chinitos | Buenos Aires - Los Chinitos | Buenos Aires - Los Chinitos |
| --------------------------------------------- | --------------------------------------------- | --------------------------------------------- | --------------------------------------------- | --------------------------------------------- | --------------------------------------------- | --------------------------------------------- | --------------------------------------------- | --------------------------------------------- | --------------------------------------------- | --------------------------------------------- | --------------------------------------------- | --------------------------- | --------------------------- | --------------------------- | --------------------------- | --------------------------- | --------------------------- | --------------------------- | --------------------------- |

| 1          | POR        | Yimi Yancachajlla |       |
| 10         | DEF        | Ángel Llerena     |       |
| 15         | DEF        | Cesar Vilca       |       |
| 12         | DEF        | José Riega        | Salió |
| 5          | DEF        | José Mogrovejo    |       |
| 4          | MED        | Cesar Saavedra    |       |
| 8          | MED        | Luis Banda        |       |
| 9          | MED        | Leonardo Mirampo  |       |
| 11         | MED        | Karlo Corzo       | Salió |
| 18         | DEL        | José Ortega       |       |
| 7          | DEL        | Rayner Salazar    |       |
| Entrenador | Entrenador | Cesar Saavedra    |       |

| 1          | POR        | Yosimar Gonzáles |  |
| 8          | DEF        | Julio Delgado    |  |
| 12         | DEF        | Carlos Vilca     |  |
| 14         | DEF        | Juan Segura      |  |
| 15         | DEF        | Carlos Caballero |  |
| 3          | MED        | Manuel Malásquez |  |
| 7          | MED        | Henry Ampuero    |  |
| 11         | MED        | Jorge Gonzáles   |  |
| 5          | MED        | John Gonzáles    |  |
| 20         | DEL        | Eder Fernández   |  |
| 21         | DEL        | Abraham Valdivia |  |
| Entrenador | Entrenador | Walter Zevallos  |  |

| 16 | MED | Ronaldo Granda | Entró |
| 17 | MED | Jersson Rojas  | Entró |

| Anotado | 30' | Juan Segura | 0-1 |

| Árbitro             | Jorge Martínez |
| Árbitros asistentes | Raúl Herrera   |
| Árbitros asistentes | José Ticona    |

| 1          | POR        | Yimi Yancachajlla |       |
| 10         | DEF        | Ángel Llerena     |       |
| 15         | DEF        | Cesar Vilca       |       |
| 12         | DEF        | José Riega        | Salió |
| 5          | DEF        | José Mogrovejo    |       |
| 4          | MED        | Cesar Saavedra    |       |
| 8          | MED        | Luis Banda        |       |
| 9          | MED        | Leonardo Mirampo  |       |
| 11         | MED        | Karlo Corzo       | Salió |
| 18         | DEL        | José Ortega       |       |
| 7          | DEL        | Rayner Salazar    |       |
| Entrenador | Entrenador | Cesar Saavedra    |       |

| 1          | POR        | Yosimar Gonzáles |  |
| 8          | DEF        | Julio Delgado    |  |
| 12         | DEF        | Carlos Vilca     |  |
| 14         | DEF        | Juan Segura      |  |
| 15         | DEF        | Carlos Caballero |  |
| 3          | MED        | Manuel Malásquez |  |
| 7          | MED        | Henry Ampuero    |  |
| 11         | MED        | Jorge Gonzáles   |  |
| 5          | MED        | John Gonzáles    |  |
| 20         | DEL        | Eder Fernández   |  |
| 21         | DEL        | Abraham Valdivia |  |
| Entrenador | Entrenador | Walter Zevallos  |  |

| 16 | MED | Ronaldo Granda | Entró |
| 17 | MED | Jersson Rojas  | Entró |

| Anotado | 30' | Juan Segura | 0-1 |

| Árbitro             | Jorge Martínez |
| Árbitros asistentes | Raúl Herrera   |
| Árbitros asistentes | José Ticona    |

| 17 de julio de 2016, 15:00 | Los Chinitos                   | 3:1 (0:0) | Buenos Aires | Estadio Municipal de Atico, Atico |                           |
|                            | Abraham Valdivia · Juan Segura |           | Jerson Rojas | Árbitro(s): Karlo Márquez         | Árbitro(s): Karlo Márquez |

### Llave V
| 10 de julio de 2016, 15:00 | Juventus Corazón                          | 3:0 (2:0) | Deportivo Orcopampa | Estadio Almirante Miguel Grau, El Pedregal |                           |
|                            | Josué Vilca 21' 36' · Brando Corrales 80' |           |                     | Árbitro(s): Pablo Postigo                  | Árbitro(s): Pablo Postigo |

| 17 de julio de 2016, 11:00 | Deportivo Orcopampa                              | 3:3 (0:2) | Juventus Corazón                 | Estadio Municipal de Orcopampa, Orcopampa |                           |
|                            | Harold Talavera · José Contreras · Eladio Zúñiga |           | Diego Chalco · Giancarlo Ramírez | Árbitro(s): Baldo Álvarez                 | Árbitro(s): Baldo Álvarez |

### Llave VI
| 10 de julio de 2016, 15:30 | Juvenil Arequipa | 0:0 (0:0) | Social Corire | Estadio Los Estudiantes, Chuquibamba |  |
|                            |                  |           |               | Árbitro(s): Karlo Márquez            |  |

| 17 de julio de 2016, 15:30 | Social Corire | 0:0 (0:0) | Juvenil Arequipa | Estadio José Ricketts, Corire |  |
|                            |               |           |                  | Árbitro(s): José Díaz         |  |

#### Desempate
| 20 de julio de 2016, 14:30 | Social Corire | 0(5):0(4) (0:0) | Juvenil Arequipa | Estadio Luis Perochena Tassara, Aplao                 |  |
|                            |               |                 |                  | Asistencia: 280 espectadores Árbitro(s): Cesar Allasi |  |

### Llave VII
| 10 de julio de 2016, 15:00 | Fuerza Minera | 2:1 (2:0) | La Colina | Estadio Municipal de Iquipi, Iquipi |  |
|                            |               |           |           | Árbitro(s): Flavio Ponce            |  |

| 17 de julio de 2016, 15:30 | La Colina                                  | 3:1 (3:0) | Fuerza Minera  | Estadio Almirante Miguel Grau, El Pedregal |                           |
|                            | Elmer Celi 3' 18' · Arnaldo Cabanillas 20' |           | Rodrigo Lozano | Árbitro(s): Pablo Postigo                  | Árbitro(s): Pablo Postigo |

| La Colina (Caylloma) vs Fuerza Minera (Condesuyos) | La Colina (Caylloma) vs Fuerza Minera (Condesuyos) | La Colina (Caylloma) vs Fuerza Minera (Condesuyos) | La Colina (Caylloma) vs Fuerza Minera (Condesuyos) | La Colina (Caylloma) vs Fuerza Minera (Condesuyos) | La Colina (Caylloma) vs Fuerza Minera (Condesuyos) | La Colina (Caylloma) vs Fuerza Minera (Condesuyos) | La Colina (Caylloma) vs Fuerza Minera (Condesuyos) | La Colina (Caylloma) vs Fuerza Minera (Condesuyos) | La Colina (Caylloma) vs Fuerza Minera (Condesuyos) | La Colina (Caylloma) vs Fuerza Minera (Condesuyos) | La Colina (Caylloma) vs Fuerza Minera (Condesuyos) |                           |                           |                           |                           |                           |                           |                           |                           |
| La Colina - Fuerza Minera                          | La Colina - Fuerza Minera                          | La Colina - Fuerza Minera                          | La Colina - Fuerza Minera                          | La Colina - Fuerza Minera                          | La Colina - Fuerza Minera                          | La Colina - Fuerza Minera                          | La Colina - Fuerza Minera                          | La Colina - Fuerza Minera                          | La Colina - Fuerza Minera                          | La Colina - Fuerza Minera                          | La Colina - Fuerza Minera                          | La Colina - Fuerza Minera | La Colina - Fuerza Minera | La Colina - Fuerza Minera | La Colina - Fuerza Minera | La Colina - Fuerza Minera | La Colina - Fuerza Minera | La Colina - Fuerza Minera | La Colina - Fuerza Minera |
| -------------------------------------------------- | -------------------------------------------------- | -------------------------------------------------- | -------------------------------------------------- | -------------------------------------------------- | -------------------------------------------------- | -------------------------------------------------- | -------------------------------------------------- | -------------------------------------------------- | -------------------------------------------------- | -------------------------------------------------- | -------------------------------------------------- | ------------------------- | ------------------------- | ------------------------- | ------------------------- | ------------------------- | ------------------------- | ------------------------- | ------------------------- |

| 18         | POR        | Guillermo Huanaco  |  |
| 4          | DEF        | Freddy Álvarez     |  |
| 13         | DEF        | Arnaldo Cabanillas |  |
| 2          | DEF        | Jorge Osorio       |  |
| 24         | DEF        | Denilson Callpa    |  |
| 7          | MED        | Edson Roldán       |  |
| 8          | MED        | Junior Arias       |  |
| 16         | MED        | Elmer Celi         |  |
| 20         | MED        | Joel Ravelo        |  |
| 11         | DEL        | Limber Llerena     |  |
| 12         | DEL        | Renato Galli       |  |
| Entrenador | Entrenador | Christian Zúñiga   |  |

| 1          | POR        | Jordan Palomino   |  |
| 4          | DEF        | Dearlyn Cayllahue |  |
| 15         | DEF        | Juan Suca         |  |
| 17         | DEF        | Enrique Coila     |  |
| 12         | DEF        | Robert López      |  |
| 6          | MED        | Rodrigo Lozano    |  |
| 16         | MED        | Richard Challa    |  |
| 10         | MED        | Gianfranco Abdin  |  |
| 3          | MED        | Sergio Calle      |  |
| 7          | DEL        | Ángel Almonte     |  |
| 19         | DEL        | Kenyo Huayhua     |  |
| Entrenador | Entrenador | Enrique Chávez    |  |

| Anotado | 3'  | Elmer Celi         | 1-0 |
| Anotado | 18' | Elmer Celi         | 2-0 |
| Anotado | 20' | Arnaldo Cabanillas | 3-0 |

| Anotado | 51' | Rodrigo Lozano | 3-1 |

| Árbitro | Pablo Postigo |

| 18         | POR        | Guillermo Huanaco  |  |
| 4          | DEF        | Freddy Álvarez     |  |
| 13         | DEF        | Arnaldo Cabanillas |  |
| 2          | DEF        | Jorge Osorio       |  |
| 24         | DEF        | Denilson Callpa    |  |
| 7          | MED        | Edson Roldán       |  |
| 8          | MED        | Junior Arias       |  |
| 16         | MED        | Elmer Celi         |  |
| 20         | MED        | Joel Ravelo        |  |
| 11         | DEL        | Limber Llerena     |  |
| 12         | DEL        | Renato Galli       |  |
| Entrenador | Entrenador | Christian Zúñiga   |  |

| 1          | POR        | Jordan Palomino   |  |
| 4          | DEF        | Dearlyn Cayllahue |  |
| 15         | DEF        | Juan Suca         |  |
| 17         | DEF        | Enrique Coila     |  |
| 12         | DEF        | Robert López      |  |
| 6          | MED        | Rodrigo Lozano    |  |
| 16         | MED        | Richard Challa    |  |
| 10         | MED        | Gianfranco Abdin  |  |
| 3          | MED        | Sergio Calle      |  |
| 7          | DEL        | Ángel Almonte     |  |
| 19         | DEL        | Kenyo Huayhua     |  |
| Entrenador | Entrenador | Enrique Chávez    |  |

| Anotado | 3'  | Elmer Celi         | 1-0 |
| Anotado | 18' | Elmer Celi         | 2-0 |
| Anotado | 20' | Arnaldo Cabanillas | 3-0 |

| Anotado | 51' | Rodrigo Lozano | 3-1 |

| Árbitro | Pablo Postigo |

## Segunda fase
Partidos de ida y vuelta, los goles no cuentan pero en caso de igualdad de puntaje se lanzarán penales. Participan los ganadores de las llaves de Primera Fase.
Participantes
| Club                                   | Provincia  | Distrito      | Estadio                       | Director Técnico | Patrocinador Principal     |
| -------------------------------------- | ---------- | ------------- | ----------------------------- | ---------------- | -------------------------- |
| Escuela Municipal Deportivo Binacional | Arequipa   | Paucarpata    | Estadio Mariano Melgar        | Luis Flores      | Empresa Turismo San Martín |
| Atlético Mollendo                      | Islay      | Mollendo      | Estadio Municipal de Mollendo | Giovanni Delgado | Ferretería Paco            |
| San Jacinto F. B. C.                   | Camaná     | Samuel Pastor | Estadio Raúl Gorriti Drago    | José Zúñiga      | Agrobanco                  |
| Los Chinitos                           | Caravelí   | Atico         | Estadio Municipal de Atico    | Walter Zevallos  |                            |
| Juventus Corazón                       | Caylloma   | Majes         | Estadio Almirante Miguel Grau | Sixto Anco       | Laytarunka                 |
| La Colina                              | Caylloma   | Majes         | Estadio Almirante Miguel Grau | Christian Zúñiga | Andesmar - Cariocos        |
| Fuerza Minera                          | Condesuyos | Río Grande    | Estadio Municipal de Iquipi   | Enrique Chávez   |                            |
| Social Corire                          | Castilla   | Uraca         | Estadio José Ricketts         | Zenón Cruz       |                            |

### Llave I
| 23 de julio de 2016, 19:30 | Atlético Mollendo   | 2:2 (0:1) | Escuela Municipal Deportivo Binacional    | Estadio Municipal de Mollendo, Mollendo                 |                                                         |
|                            | Luis Pastor 62' 82' |           | Carlos Aspilcueta 2' · Eduardo Torres 80' | Asistencia: 1 332 espectadores Árbitro(s): Milton Dongo | Asistencia: 1 332 espectadores Árbitro(s): Milton Dongo |

| 28 de julio de 2016, 15:30 | Escuela Municipal Deportivo Binacional                           | 3:0 (0:0) | Atlético Mollendo | Estadio Mariano Melgar, Arequipa |                            |
|                            | Carlos Aspilcueta 57' · Walter Portugal 80' · Diego Escuza 90+1' |           |                   | Árbitro(s): Jorge Martínez       | Árbitro(s): Jorge Martínez |

| Escuela Municipal Binacional (Arequipa) vs Atlético Mollendo (Islay) | Escuela Municipal Binacional (Arequipa) vs Atlético Mollendo (Islay) | Escuela Municipal Binacional (Arequipa) vs Atlético Mollendo (Islay) | Escuela Municipal Binacional (Arequipa) vs Atlético Mollendo (Islay) | Escuela Municipal Binacional (Arequipa) vs Atlético Mollendo (Islay) | Escuela Municipal Binacional (Arequipa) vs Atlético Mollendo (Islay) | Escuela Municipal Binacional (Arequipa) vs Atlético Mollendo (Islay) | Escuela Municipal Binacional (Arequipa) vs Atlético Mollendo (Islay) | Escuela Municipal Binacional (Arequipa) vs Atlético Mollendo (Islay) | Escuela Municipal Binacional (Arequipa) vs Atlético Mollendo (Islay) | Escuela Municipal Binacional (Arequipa) vs Atlético Mollendo (Islay) | Escuela Municipal Binacional (Arequipa) vs Atlético Mollendo (Islay) |                                                  |                                                  |                                                  |                                                  |                                                  |                                                  |                                                  |                                                  |
| Escuela Municipal Binacional - Atlético Mollendo                     | Escuela Municipal Binacional - Atlético Mollendo                     | Escuela Municipal Binacional - Atlético Mollendo                     | Escuela Municipal Binacional - Atlético Mollendo                     | Escuela Municipal Binacional - Atlético Mollendo                     | Escuela Municipal Binacional - Atlético Mollendo                     | Escuela Municipal Binacional - Atlético Mollendo                     | Escuela Municipal Binacional - Atlético Mollendo                     | Escuela Municipal Binacional - Atlético Mollendo                     | Escuela Municipal Binacional - Atlético Mollendo                     | Escuela Municipal Binacional - Atlético Mollendo                     | Escuela Municipal Binacional - Atlético Mollendo                     | Escuela Municipal Binacional - Atlético Mollendo | Escuela Municipal Binacional - Atlético Mollendo | Escuela Municipal Binacional - Atlético Mollendo | Escuela Municipal Binacional - Atlético Mollendo | Escuela Municipal Binacional - Atlético Mollendo | Escuela Municipal Binacional - Atlético Mollendo | Escuela Municipal Binacional - Atlético Mollendo | Escuela Municipal Binacional - Atlético Mollendo |
| -------------------------------------------------------------------- | -------------------------------------------------------------------- | -------------------------------------------------------------------- | -------------------------------------------------------------------- | -------------------------------------------------------------------- | -------------------------------------------------------------------- | -------------------------------------------------------------------- | -------------------------------------------------------------------- | -------------------------------------------------------------------- | -------------------------------------------------------------------- | -------------------------------------------------------------------- | -------------------------------------------------------------------- | ------------------------------------------------ | ------------------------------------------------ | ------------------------------------------------ | ------------------------------------------------ | ------------------------------------------------ | ------------------------------------------------ | ------------------------------------------------ | ------------------------------------------------ |

| 12         | POR        | Jean Paúl Torres      |       |
| 30         | DEF        | John Fajardo          |       |
| 2          | DEF        | Martín Cuadros        | Salió |
| 23         | DEF        | Gian Carlo Franco     | Salió |
| 6          | DEF        | Carlos Choquecondo    |       |
| 18         | MED        | Jerzinio Castrillón   |       |
| 17         | MED        | Andy Polar            |       |
| 22         | MED        | Enrique Valdivia      |       |
| 10         | MED        | Eduardo Torres        |       |
| 16         | DEL        | Adhemir Villavicencio |       |
| 9          | DEL        | Diego Escuza          |       |
| Entrenador | Entrenador | Luis Flores           |       |

| 1          | POR        | Augusto Rossel   |       |
| 2          | DEF        | Luis Salazar     |       |
| 4          | DEF        | Romel Valdivia   |       |
| 3          | DEF        | Jesús Requena    |       |
| 18         | DEF        | Jeremy Zevallos  |       |
| 16         | MED        | Pablo Yauri      |       |
| 11         | MED        | Rhoemy Vizcarra  |       |
| 17         | MED        | Anthony Murillo  |       |
| 20         | MED        | Luis Pastor      |       |
| 7          | DEL        | Arturo Ruíz      |       |
| 9          | DEL        | Roberto Huanca   | Salió |
| Entrenador | Entrenador | Giovanni Delgado |       |

| 15 | MED | Junior Chumbiray  | Entró |
| 3  | DEF | Carlos Aspilcueta | Entró |
| 14 | MED | Walter Portugal   | Entró |

| 10 | MED | José Yáñez | Entró |

| Anotado | 57'   | Carlos Aspilcueta | 1-0 |
| Anotado | 80'   | Walter Portugal   | 2-0 |
| Anotado | 90+1' | Diego Escuza      | 3-0 |

| Expulsado | 84' | Eduardo Torres |

| Expulsado                                | 84'     | Romel Valdivia |
| Otorgado · Otorgado otra vez · Expulsado | 30' 88' | Jesús Requena  |

| Árbitro | Jorge Martínez |

| 12         | POR        | Jean Paúl Torres      |       |
| 30         | DEF        | John Fajardo          |       |
| 2          | DEF        | Martín Cuadros        | Salió |
| 23         | DEF        | Gian Carlo Franco     | Salió |
| 6          | DEF        | Carlos Choquecondo    |       |
| 18         | MED        | Jerzinio Castrillón   |       |
| 17         | MED        | Andy Polar            |       |
| 22         | MED        | Enrique Valdivia      |       |
| 10         | MED        | Eduardo Torres        |       |
| 16         | DEL        | Adhemir Villavicencio |       |
| 9          | DEL        | Diego Escuza          |       |
| Entrenador | Entrenador | Luis Flores           |       |

| 1          | POR        | Augusto Rossel   |       |
| 2          | DEF        | Luis Salazar     |       |
| 4          | DEF        | Romel Valdivia   |       |
| 3          | DEF        | Jesús Requena    |       |
| 18         | DEF        | Jeremy Zevallos  |       |
| 16         | MED        | Pablo Yauri      |       |
| 11         | MED        | Rhoemy Vizcarra  |       |
| 17         | MED        | Anthony Murillo  |       |
| 20         | MED        | Luis Pastor      |       |
| 7          | DEL        | Arturo Ruíz      |       |
| 9          | DEL        | Roberto Huanca   | Salió |
| Entrenador | Entrenador | Giovanni Delgado |       |

| 15 | MED | Junior Chumbiray  | Entró |
| 3  | DEF | Carlos Aspilcueta | Entró |
| 14 | MED | Walter Portugal   | Entró |

| 10 | MED | José Yáñez | Entró |

| Anotado | 57'   | Carlos Aspilcueta | 1-0 |
| Anotado | 80'   | Walter Portugal   | 2-0 |
| Anotado | 90+1' | Diego Escuza      | 3-0 |

| Expulsado | 84' | Eduardo Torres |

| Expulsado                                | 84'     | Romel Valdivia |
| Otorgado · Otorgado otra vez · Expulsado | 30' 88' | Jesús Requena  |

| Árbitro | Jorge Martínez |

### Llave II
| 24 de julio de 2016, 15:00 | Social Corire                            | 2:3 (1:0) | San Jacinto F. B. C.                                      | Estadio José Ricketts, Corire |                              |
|                            | Jonathan Bravo 20' · Maykol Castillo 57' |           | Erick Neyra · Aldair Herrera · Juan Carlos Villalba 90+1' | Árbitro(s): Guillermo Tejeda  | Árbitro(s): Guillermo Tejeda |

| Social Corire (Castilla) vs San Jacinto (Camaná) | Social Corire (Castilla) vs San Jacinto (Camaná) | Social Corire (Castilla) vs San Jacinto (Camaná) | Social Corire (Castilla) vs San Jacinto (Camaná) | Social Corire (Castilla) vs San Jacinto (Camaná) | Social Corire (Castilla) vs San Jacinto (Camaná) | Social Corire (Castilla) vs San Jacinto (Camaná) | Social Corire (Castilla) vs San Jacinto (Camaná) | Social Corire (Castilla) vs San Jacinto (Camaná) | Social Corire (Castilla) vs San Jacinto (Camaná) | Social Corire (Castilla) vs San Jacinto (Camaná) | Social Corire (Castilla) vs San Jacinto (Camaná) |                             |                             |                             |                             |                             |                             |                             |                             |
| Social Corire - San Jacinto                      | Social Corire - San Jacinto                      | Social Corire - San Jacinto                      | Social Corire - San Jacinto                      | Social Corire - San Jacinto                      | Social Corire - San Jacinto                      | Social Corire - San Jacinto                      | Social Corire - San Jacinto                      | Social Corire - San Jacinto                      | Social Corire - San Jacinto                      | Social Corire - San Jacinto                      | Social Corire - San Jacinto                      | Social Corire - San Jacinto | Social Corire - San Jacinto | Social Corire - San Jacinto | Social Corire - San Jacinto | Social Corire - San Jacinto | Social Corire - San Jacinto | Social Corire - San Jacinto | Social Corire - San Jacinto |
| ------------------------------------------------ | ------------------------------------------------ | ------------------------------------------------ | ------------------------------------------------ | ------------------------------------------------ | ------------------------------------------------ | ------------------------------------------------ | ------------------------------------------------ | ------------------------------------------------ | ------------------------------------------------ | ------------------------------------------------ | ------------------------------------------------ | --------------------------- | --------------------------- | --------------------------- | --------------------------- | --------------------------- | --------------------------- | --------------------------- | --------------------------- |

| 1          | POR        | Rudy Condori     |  |
| 22         | DEF        | Zenón Cruz       |  |
| 2          | DEF        | Jesús Zegarra    |  |
| 3          | DEF        | Jonathan Bravo   |  |
| 8          | DEF        | Edwin Díaz       |  |
| 19         | MED        | Piero Salas      |  |
| 6          | MED        | José Llerena     |  |
| 27         | MED        | Edgar Torres     |  |
| 24         | MED        | Aldair Viza      |  |
| 23         | DEL        | Michael Castillo |  |
| 25         | DEL        | Adderly Castro   |  |
| Entrenador | Entrenador | Zenón Cruz       |  |

| 1          | POR        | Ángel Granda         |  |
| 7          | DEF        | Carlos Martínez      |  |
| 2          | DEF        | Jesús Neyra          |  |
| 12         | DEF        | Erick Neyra          |  |
| 14         | DEF        | Álvaro Cruz          |  |
| 6          | MED        | Rodrigo Delgado      |  |
| 16         | MED        | Eder Becerra         |  |
| 13         | MED        | Alonso Briceño       |  |
| 10         | MED        | Julio Monroy         |  |
| 11         | DEL        | Juan Carlos Villalba |  |
| 4          | DEL        | Brayan Pasache       |  |
| Entrenador | Entrenador | José Zúñiga          |  |

| Anotado | 20' | Jonathan Bravo  | 1-0 |
| Anotado | 57' | Maykol Castillo | 2-0 |

| Anotado | '     | Erick Neyra          | 2-1 |
| Anotado | '     | Aldair Herrera       | 2-2 |
| Anotado | 90+1' | Juan Carlos Villalba | 2-3 |

| Árbitro             | Guillermo Tejeda |
| Árbitros asistentes | Raúl Herrera     |
| Árbitros asistentes | Jorge Chicaña    |

| 1          | POR        | Rudy Condori     |  |
| 22         | DEF        | Zenón Cruz       |  |
| 2          | DEF        | Jesús Zegarra    |  |
| 3          | DEF        | Jonathan Bravo   |  |
| 8          | DEF        | Edwin Díaz       |  |
| 19         | MED        | Piero Salas      |  |
| 6          | MED        | José Llerena     |  |
| 27         | MED        | Edgar Torres     |  |
| 24         | MED        | Aldair Viza      |  |
| 23         | DEL        | Michael Castillo |  |
| 25         | DEL        | Adderly Castro   |  |
| Entrenador | Entrenador | Zenón Cruz       |  |

| 1          | POR        | Ángel Granda         |  |
| 7          | DEF        | Carlos Martínez      |  |
| 2          | DEF        | Jesús Neyra          |  |
| 12         | DEF        | Erick Neyra          |  |
| 14         | DEF        | Álvaro Cruz          |  |
| 6          | MED        | Rodrigo Delgado      |  |
| 16         | MED        | Eder Becerra         |  |
| 13         | MED        | Alonso Briceño       |  |
| 10         | MED        | Julio Monroy         |  |
| 11         | DEL        | Juan Carlos Villalba |  |
| 4          | DEL        | Brayan Pasache       |  |
| Entrenador | Entrenador | José Zúñiga          |  |

| Anotado | 20' | Jonathan Bravo  | 1-0 |
| Anotado | 57' | Maykol Castillo | 2-0 |

| Anotado | '     | Erick Neyra          | 2-1 |
| Anotado | '     | Aldair Herrera       | 2-2 |
| Anotado | 90+1' | Juan Carlos Villalba | 2-3 |

| Árbitro             | Guillermo Tejeda |
| Árbitros asistentes | Raúl Herrera     |
| Árbitros asistentes | Jorge Chicaña    |

| 28 de julio de 2016, 15:00 | San Jacinto F. B. C. | 0:0 (0:0) | Social Corire | Estadio Raúl Gorriti Drago, Samuel Pastor - Camaná |  |
|                            |                      |           |               | Árbitro(s): Karlo Márquez                          |  |

### Llave III
| 24 de julio de 2016, 15:30 | La Colina                         | 2:1 (1:0) | Los Chinitos         | Estadio Almirante Miguel Grau, El Pedregal            |                                                       |
|                            | Joel Ravelo 4' · Renato Galli 53' |           | Abraham Valdivia 60' | Asistencia: 578 espectadores Árbitro(s): Cesar Allasi | Asistencia: 578 espectadores Árbitro(s): Cesar Allasi |

| 28 de julio de 2016, 15:00 | Los Chinitos                                              | 3(6):2(7) (2:0) | La Colina                      | Estadio Municipal de Atico, Atico |                              |
|                            | Jorge Gonzáles · Carlos Vilca · Marcos Castillo ((Auto-)) |                 | Joel Ravelo · Rogelio Gonzáles | Árbitro(s): Guillermo Tejeda      | Árbitro(s): Guillermo Tejeda |

### Llave IV
| 24 de julio de 2016, 15:30 | Fuerza Minera | 1:3 (0:3) | Juventus Corazón                   | Estadio Municipal de Iquipi, Iquipi |                            |
|                            | Ronald Dongo  |           | Basilio Bedregal · Brando Corrales | Árbitro(s): Jhonny Samanez          | Árbitro(s): Jhonny Samanez |

| 28 de julio de 2016, 15:00 | Juventus Corazón                                  | 3:0 (0:0) | Fuerza Minera | Estadio Almirante Miguel Grau, El Pedregal |                            |
|                            | Josué Vilca 7' · Diego Chalco 23' · Ronaldo Dongo |           |               | Árbitro(s): Johnny Samanez                 | Árbitro(s): Johnny Samanez |

| Juventus Corazón (Caylloma) vs Fuerza Minera (Condesuyos) | Juventus Corazón (Caylloma) vs Fuerza Minera (Condesuyos) | Juventus Corazón (Caylloma) vs Fuerza Minera (Condesuyos) | Juventus Corazón (Caylloma) vs Fuerza Minera (Condesuyos) | Juventus Corazón (Caylloma) vs Fuerza Minera (Condesuyos) | Juventus Corazón (Caylloma) vs Fuerza Minera (Condesuyos) | Juventus Corazón (Caylloma) vs Fuerza Minera (Condesuyos) | Juventus Corazón (Caylloma) vs Fuerza Minera (Condesuyos) | Juventus Corazón (Caylloma) vs Fuerza Minera (Condesuyos) | Juventus Corazón (Caylloma) vs Fuerza Minera (Condesuyos) | Juventus Corazón (Caylloma) vs Fuerza Minera (Condesuyos) | Juventus Corazón (Caylloma) vs Fuerza Minera (Condesuyos) |                                  |                                  |                                  |                                  |                                  |                                  |                                  |                                  |
| Juventus Corazón - Fuerza Minera                          | Juventus Corazón - Fuerza Minera                          | Juventus Corazón - Fuerza Minera                          | Juventus Corazón - Fuerza Minera                          | Juventus Corazón - Fuerza Minera                          | Juventus Corazón - Fuerza Minera                          | Juventus Corazón - Fuerza Minera                          | Juventus Corazón - Fuerza Minera                          | Juventus Corazón - Fuerza Minera                          | Juventus Corazón - Fuerza Minera                          | Juventus Corazón - Fuerza Minera                          | Juventus Corazón - Fuerza Minera                          | Juventus Corazón - Fuerza Minera | Juventus Corazón - Fuerza Minera | Juventus Corazón - Fuerza Minera | Juventus Corazón - Fuerza Minera | Juventus Corazón - Fuerza Minera | Juventus Corazón - Fuerza Minera | Juventus Corazón - Fuerza Minera | Juventus Corazón - Fuerza Minera |
| --------------------------------------------------------- | --------------------------------------------------------- | --------------------------------------------------------- | --------------------------------------------------------- | --------------------------------------------------------- | --------------------------------------------------------- | --------------------------------------------------------- | --------------------------------------------------------- | --------------------------------------------------------- | --------------------------------------------------------- | --------------------------------------------------------- | --------------------------------------------------------- | -------------------------------- | -------------------------------- | -------------------------------- | -------------------------------- | -------------------------------- | -------------------------------- | -------------------------------- | -------------------------------- |

| 12         | POR        | Junior Huamán        |  |
| 14         | DEF        | Giancarlo Balladares |  |
| 3          | DEF        | Gian Paúl Lira       |  |
| 5          | DEF        | Brando Corrales      |  |
| 3          | MED        | Karlo Chávez         |  |
| 10         | MED        | Arnold Melo          |  |
| 20         | MED        | Basilio Bedregal     |  |
| 11         | MED        | Kevin Vizcarra       |  |
| 19         | MED        | Josué Vilca          |  |
| 17         | DEL        | Ronaldo Dongo        |  |
| 18         | DEL        | Ángel Chipana        |  |
| Entrenador | Entrenador | Sixto Anco           |  |

| 1          | POR        | Jordan Palomino   |  |
| 21         | DEF        | Enrique Coila     |  |
| 4          | DEF        | Dearlyn Cayllahue |  |
| 5          | DEF        | Richard Challa    |  |
| 7          | DEF        | Ángel Almonte     |  |
| 6          | MED        | Rodrigo Lozano    |  |
| 3          | MED        | Sergio Calle      |  |
| 11         | MED        | David Checca      |  |
| 22         | DEL        | Angelo Rodríguez  |  |
| 9          | DEL        | Rodrigo Calla     |  |
| 19         | DEL        | Kenyo Huayhua     |  |
| Entrenador | Entrenador | Enrique Chávez    |  |

| 9 | DEL | Diego Chalco | Entró |

| Anotado | 7'  | Josué Vilca   | 1-0 |
| Anotado | 23' | Diego Chalco  | 2-0 |
| Anotado | '   | Ronaldo Dongo | 3-0 |

| Árbitro | Johnny Samanez |

| 12         | POR        | Junior Huamán        |  |
| 14         | DEF        | Giancarlo Balladares |  |
| 3          | DEF        | Gian Paúl Lira       |  |
| 5          | DEF        | Brando Corrales      |  |
| 3          | MED        | Karlo Chávez         |  |
| 10         | MED        | Arnold Melo          |  |
| 20         | MED        | Basilio Bedregal     |  |
| 11         | MED        | Kevin Vizcarra       |  |
| 19         | MED        | Josué Vilca          |  |
| 17         | DEL        | Ronaldo Dongo        |  |
| 18         | DEL        | Ángel Chipana        |  |
| Entrenador | Entrenador | Sixto Anco           |  |

| 1          | POR        | Jordan Palomino   |  |
| 21         | DEF        | Enrique Coila     |  |
| 4          | DEF        | Dearlyn Cayllahue |  |
| 5          | DEF        | Richard Challa    |  |
| 7          | DEF        | Ángel Almonte     |  |
| 6          | MED        | Rodrigo Lozano    |  |
| 3          | MED        | Sergio Calle      |  |
| 11         | MED        | David Checca      |  |
| 22         | DEL        | Angelo Rodríguez  |  |
| 9          | DEL        | Rodrigo Calla     |  |
| 19         | DEL        | Kenyo Huayhua     |  |
| Entrenador | Entrenador | Enrique Chávez    |  |

| 9 | DEL | Diego Chalco | Entró |

| Anotado | 7'  | Josué Vilca   | 1-0 |
| Anotado | 23' | Diego Chalco  | 2-0 |
| Anotado | '   | Ronaldo Dongo | 3-0 |

| Árbitro | Johnny Samanez |

## Última fase
Cuadrangular final de Todos contra todos en partidos de ida y vuelta. Los dos mejores clasifican a la Etapa Nacional. El ganador del cuadrangular es el campeón Departamental de Arequipa 2016.
Participantes
| Club                                   | Provincia | Distrito      | Estadio                       | Director Técnico | Patrocinador Principal     |
| -------------------------------------- | --------- | ------------- | ----------------------------- | ---------------- | -------------------------- |
| Escuela Municipal Deportivo Binacional | Arequipa  | Paucarpata    | Estadio Mariano Melgar        | Mario Flores     | Empresa Turismo San Martín |
| San Jacinto F. B. C.                   | Camaná    | Samuel Pastor | Estadio 9 de Noviembre        | José Zúñiga      | Agrobanco                  |
| Juventus Corazón                       | Caylloma  | Majes         | Estadio Almirante Miguel Grau | Sixto Anco       | Laytarunka                 |
| La Colina                              | Caylloma  | Majes         | Estadio Almirante Miguel Grau | Christian Zúñiga | Andesmar - Cariocos        |

| Paucarpata                             | Majes            | Majes     | Samuel Pastor |
| Escuela Municipal Deportivo Binacional | Juventus Corazón | La Colina | San Jacinto   |
| -------------------------------------- | ---------------- | --------- | ------------- |

### Tabla
| Equipo                                 | PJ | PG | PE | PP | GF | GC | DG  | Pts |
| -------------------------------------- | -- | -- | -- | -- | -- | -- | --- | --- |
| La Colina                              | 6  | 4  | 2  | 0  | 13 | 5  | +8  | 14  |
| Escuela Municipal Deportivo Binacional | 6  | 3  | 2  | 1  | 16 | 4  | +12 | 11  |
| San Jacinto F. B. C.                   | 5  | 2  | 0  | 3  | 6  | 9  | -3  | 6   |
| Juventus Corazón                       | 5  | 0  | 0  | 5  | 2  | 19 | -17 | 0   |

|                  | BIN | COL | SJC | JUV |
| ---------------- | --- | --- | --- | --- |
| E. M. Binacional |     | 1-1 | 3-1 | 6-1 |
| La Colina        | 0-0 |     | 3-1 | 3-1 |
| San Jacinto      | 1-0 | 2-3 |     | NSJ |
| Juventus Corazón | 0-6 | 0-3 | 0-1 |     |

#### Fecha 1
| 31 de julio de 2016, 15:30 | Escuela Municipal Binacional | 1:1 (0:0) | La Colina              | Estadio Mariano Melgar, Arequipa |                           |
|                            | Henry Meléndez 80'           |           | Arnaldo Cabanillas 71' | Árbitro(s): Pablo Postigo        | Árbitro(s): Pablo Postigo |

| Escuela Municipal Binacional (Arequipa) vs La Colina (Caylloma) | Escuela Municipal Binacional (Arequipa) vs La Colina (Caylloma) | Escuela Municipal Binacional (Arequipa) vs La Colina (Caylloma) | Escuela Municipal Binacional (Arequipa) vs La Colina (Caylloma) | Escuela Municipal Binacional (Arequipa) vs La Colina (Caylloma) | Escuela Municipal Binacional (Arequipa) vs La Colina (Caylloma) | Escuela Municipal Binacional (Arequipa) vs La Colina (Caylloma) | Escuela Municipal Binacional (Arequipa) vs La Colina (Caylloma) | Escuela Municipal Binacional (Arequipa) vs La Colina (Caylloma) | Escuela Municipal Binacional (Arequipa) vs La Colina (Caylloma) | Escuela Municipal Binacional (Arequipa) vs La Colina (Caylloma) | Escuela Municipal Binacional (Arequipa) vs La Colina (Caylloma) |                                          |                                          |                                          |                                          |                                          |                                          |                                          |                                          |
| Escuela Municipal Binacional - La Colina                        | Escuela Municipal Binacional - La Colina                        | Escuela Municipal Binacional - La Colina                        | Escuela Municipal Binacional - La Colina                        | Escuela Municipal Binacional - La Colina                        | Escuela Municipal Binacional - La Colina                        | Escuela Municipal Binacional - La Colina                        | Escuela Municipal Binacional - La Colina                        | Escuela Municipal Binacional - La Colina                        | Escuela Municipal Binacional - La Colina                        | Escuela Municipal Binacional - La Colina                        | Escuela Municipal Binacional - La Colina                        | Escuela Municipal Binacional - La Colina | Escuela Municipal Binacional - La Colina | Escuela Municipal Binacional - La Colina | Escuela Municipal Binacional - La Colina | Escuela Municipal Binacional - La Colina | Escuela Municipal Binacional - La Colina | Escuela Municipal Binacional - La Colina | Escuela Municipal Binacional - La Colina |
| --------------------------------------------------------------- | --------------------------------------------------------------- | --------------------------------------------------------------- | --------------------------------------------------------------- | --------------------------------------------------------------- | --------------------------------------------------------------- | --------------------------------------------------------------- | --------------------------------------------------------------- | --------------------------------------------------------------- | --------------------------------------------------------------- | --------------------------------------------------------------- | --------------------------------------------------------------- | ---------------------------------------- | ---------------------------------------- | ---------------------------------------- | ---------------------------------------- | ---------------------------------------- | ---------------------------------------- | ---------------------------------------- | ---------------------------------------- |

| 12         | POR        | Jean Paúl Torres      |     |
| 30         | DEF        | John Fajardo          |     |
| 3          | DEF        | Carlos Aspilcueta     | 45' |
| 15         | DEF        | Junior Chumbiray      | 81' |
| 18         | DEF        | Jerzinio Castrillón   |     |
| 6          | MED        | Carlos Choquecondo    |     |
| 17         | MED        | Andy Polar            |     |
| 14         | MED        | Walter Portugal       |     |
| 20         | MED        | Henry Meléndez        |     |
| 9          | DEL        | Diego Escuza          |     |
| 16         | DEL        | Adhemir Villavicencio | 45' |
| Entrenador | Entrenador | Luis Flores           |     |

| 24         | POR        | Denilson Callpa    |     |
| 13         | DEF        | Arnaldo Cabanillas |     |
| 4          | DEF        | Freddy Álvarez     |     |
| 3          | DEF        | Rogelio Gonzáles   |     |
|            | DEF        | Manuel Castillón   |     |
|            | MED        | Aléxis Monroy      | 51' |
| 16         | MED        | Elmer Celi         |     |
| 20         | MED        | Joel Ravelo        |     |
| 8          | MED        | Junior Arias       |     |
| 12         | DEL        | Renato Galli       |     |
| 11         | DEL        | Limber Llerena     | 85' |
| Entrenador | Entrenador | Christian Zúñiga   |     |

| 2  | DEF | Martín Cuadros   | 45' |
| 22 | MED | Enrique Valdivia | 45' |
| 8  | MED | Yorkman Tello    | 81' |

|  | DEF | Masías | 51' |
|  | DEF | Osorio | 85' |

| Anotado | 79' | Henry Meléndez | 1-1 |

| Anotado | 70' | Arnaldo Cabanillas | 0-1 |

| Amonestado | 90+2' | Yorkman Tello |

| Amonestado | 45' | Manuel Castillón |
| Amonestado | 85' | Denilson Callpa  |

| Árbitro             | Pablo Postigo |
| Árbitros asistentes | Mario Fuentes |
| Árbitros asistentes | Elvis Aliaga  |

| 12         | POR        | Jean Paúl Torres      |     |
| 30         | DEF        | John Fajardo          |     |
| 3          | DEF        | Carlos Aspilcueta     | 45' |
| 15         | DEF        | Junior Chumbiray      | 81' |
| 18         | DEF        | Jerzinio Castrillón   |     |
| 6          | MED        | Carlos Choquecondo    |     |
| 17         | MED        | Andy Polar            |     |
| 14         | MED        | Walter Portugal       |     |
| 20         | MED        | Henry Meléndez        |     |
| 9          | DEL        | Diego Escuza          |     |
| 16         | DEL        | Adhemir Villavicencio | 45' |
| Entrenador | Entrenador | Luis Flores           |     |

| 24         | POR        | Denilson Callpa    |     |
| 13         | DEF        | Arnaldo Cabanillas |     |
| 4          | DEF        | Freddy Álvarez     |     |
| 3          | DEF        | Rogelio Gonzáles   |     |
|            | DEF        | Manuel Castillón   |     |
|            | MED        | Aléxis Monroy      | 51' |
| 16         | MED        | Elmer Celi         |     |
| 20         | MED        | Joel Ravelo        |     |
| 8          | MED        | Junior Arias       |     |
| 12         | DEL        | Renato Galli       |     |
| 11         | DEL        | Limber Llerena     | 85' |
| Entrenador | Entrenador | Christian Zúñiga   |     |

| 2  | DEF | Martín Cuadros   | 45' |
| 22 | MED | Enrique Valdivia | 45' |
| 8  | MED | Yorkman Tello    | 81' |

|  | DEF | Masías | 51' |
|  | DEF | Osorio | 85' |

| Anotado | 79' | Henry Meléndez | 1-1 |

| Anotado | 70' | Arnaldo Cabanillas | 0-1 |

| Amonestado | 90+2' | Yorkman Tello |

| Amonestado | 45' | Manuel Castillón |
| Amonestado | 85' | Denilson Callpa  |

| Árbitro             | Pablo Postigo |
| Árbitros asistentes | Mario Fuentes |
| Árbitros asistentes | Elvis Aliaga  |

| 31 de julio de 2016, 15:30 | Juventus Corazón | 0:1 (0:1) | San Jacinto F. B. C. | Estadio Almirante Miguel Grau, El Pedregal |             |
|                            |                  |           | Brayan Pasache       | Árbitro(s):                                | Árbitro(s): |

| Juventus Corazón (Caylloma) vs San Jacinto (Camaná) | Juventus Corazón (Caylloma) vs San Jacinto (Camaná) | Juventus Corazón (Caylloma) vs San Jacinto (Camaná) | Juventus Corazón (Caylloma) vs San Jacinto (Camaná) | Juventus Corazón (Caylloma) vs San Jacinto (Camaná) | Juventus Corazón (Caylloma) vs San Jacinto (Camaná) | Juventus Corazón (Caylloma) vs San Jacinto (Camaná) | Juventus Corazón (Caylloma) vs San Jacinto (Camaná) | Juventus Corazón (Caylloma) vs San Jacinto (Camaná) | Juventus Corazón (Caylloma) vs San Jacinto (Camaná) | Juventus Corazón (Caylloma) vs San Jacinto (Camaná) | Juventus Corazón (Caylloma) vs San Jacinto (Camaná) |                                |                                |                                |                                |                                |                                |                                |                                |
| Juventus Corazón - San Jacinto                      | Juventus Corazón - San Jacinto                      | Juventus Corazón - San Jacinto                      | Juventus Corazón - San Jacinto                      | Juventus Corazón - San Jacinto                      | Juventus Corazón - San Jacinto                      | Juventus Corazón - San Jacinto                      | Juventus Corazón - San Jacinto                      | Juventus Corazón - San Jacinto                      | Juventus Corazón - San Jacinto                      | Juventus Corazón - San Jacinto                      | Juventus Corazón - San Jacinto                      | Juventus Corazón - San Jacinto | Juventus Corazón - San Jacinto | Juventus Corazón - San Jacinto | Juventus Corazón - San Jacinto | Juventus Corazón - San Jacinto | Juventus Corazón - San Jacinto | Juventus Corazón - San Jacinto | Juventus Corazón - San Jacinto |
| --------------------------------------------------- | --------------------------------------------------- | --------------------------------------------------- | --------------------------------------------------- | --------------------------------------------------- | --------------------------------------------------- | --------------------------------------------------- | --------------------------------------------------- | --------------------------------------------------- | --------------------------------------------------- | --------------------------------------------------- | --------------------------------------------------- | ------------------------------ | ------------------------------ | ------------------------------ | ------------------------------ | ------------------------------ | ------------------------------ | ------------------------------ | ------------------------------ |

| 12         | POR        | Junior Huamán        |  |
| 5          | DEF        | Brando Corrales      |  |
| 3          | DEF        | Gian Paúl Lira       |  |
| 2          | DEF        | Gustavo Huanca       |  |
| 14         | MED        | Giancarlo Balladares |  |
| 10         | MED        | Arnold Merlo         |  |
| 17         | MED        | Ronaldo Dongo        |  |
| 15         | MED        | Luis Menautt         |  |
| 20         | MED        | Basilio Bedregal     |  |
| 19         | DEL        | Josué Vilca          |  |
| 9          | DEL        | Diego Chalco         |  |
| Entrenador | Entrenador | Sixto Anco           |  |

| 1          | POR        | Ángel Granda         |  |
| 22         | DEF        | Álvaro Cruz          |  |
| 19         | DEF        | Erick Neira          |  |
| 3          | DEF        | Jesús Neyra          |  |
| 12         | DEF        | Carlos Martínez      |  |
| 17         | MED        | Gean Briceño         |  |
| 13         | MED        | Derhiand Yescas      |  |
| 15         | MED        | Brayan Pasache       |  |
| 8          | MED        | Julio Monroy         |  |
| 9          | DEL        | Juan Carlos Villalba |  |
| 7          | DEL        | Bryan Rivas          |  |
| Entrenador | Entrenador | José Zúñiga          |  |

| Anotado | ' | Brayan Pasache | 0-1 |

| Árbitro | Bandera de Perú |

| 12         | POR        | Junior Huamán        |  |
| 5          | DEF        | Brando Corrales      |  |
| 3          | DEF        | Gian Paúl Lira       |  |
| 2          | DEF        | Gustavo Huanca       |  |
| 14         | MED        | Giancarlo Balladares |  |
| 10         | MED        | Arnold Merlo         |  |
| 17         | MED        | Ronaldo Dongo        |  |
| 15         | MED        | Luis Menautt         |  |
| 20         | MED        | Basilio Bedregal     |  |
| 19         | DEL        | Josué Vilca          |  |
| 9          | DEL        | Diego Chalco         |  |
| Entrenador | Entrenador | Sixto Anco           |  |

| 1          | POR        | Ángel Granda         |  |
| 22         | DEF        | Álvaro Cruz          |  |
| 19         | DEF        | Erick Neira          |  |
| 3          | DEF        | Jesús Neyra          |  |
| 12         | DEF        | Carlos Martínez      |  |
| 17         | MED        | Gean Briceño         |  |
| 13         | MED        | Derhiand Yescas      |  |
| 15         | MED        | Brayan Pasache       |  |
| 8          | MED        | Julio Monroy         |  |
| 9          | DEL        | Juan Carlos Villalba |  |
| 7          | DEL        | Bryan Rivas          |  |
| Entrenador | Entrenador | José Zúñiga          |  |

| Anotado | ' | Brayan Pasache | 0-1 |

| Árbitro | Bandera de Perú |

#### Fecha 2
| 7 de agosto de 2016, 15:30 | La Colina                                 | 3:1 (0:1) | Juventus Corazón | Estadio Almirante Miguel Grau, El Pedregal |                          |
|                            | Renato Galli 63' 64' · Freddy Álvarez 79' |           | Luis Menautt 27' | Árbitro(s): Milton Dongo                   | Árbitro(s): Milton Dongo |

| La Colina (Caylloma) vs Juventus Corazón (Caylloma) | La Colina (Caylloma) vs Juventus Corazón (Caylloma) | La Colina (Caylloma) vs Juventus Corazón (Caylloma) | La Colina (Caylloma) vs Juventus Corazón (Caylloma) | La Colina (Caylloma) vs Juventus Corazón (Caylloma) | La Colina (Caylloma) vs Juventus Corazón (Caylloma) | La Colina (Caylloma) vs Juventus Corazón (Caylloma) | La Colina (Caylloma) vs Juventus Corazón (Caylloma) | La Colina (Caylloma) vs Juventus Corazón (Caylloma) | La Colina (Caylloma) vs Juventus Corazón (Caylloma) | La Colina (Caylloma) vs Juventus Corazón (Caylloma) | La Colina (Caylloma) vs Juventus Corazón (Caylloma) |                              |                              |                              |                              |                              |                              |                              |                              |
| La Colina - Juventus Corazón                        | La Colina - Juventus Corazón                        | La Colina - Juventus Corazón                        | La Colina - Juventus Corazón                        | La Colina - Juventus Corazón                        | La Colina - Juventus Corazón                        | La Colina - Juventus Corazón                        | La Colina - Juventus Corazón                        | La Colina - Juventus Corazón                        | La Colina - Juventus Corazón                        | La Colina - Juventus Corazón                        | La Colina - Juventus Corazón                        | La Colina - Juventus Corazón | La Colina - Juventus Corazón | La Colina - Juventus Corazón | La Colina - Juventus Corazón | La Colina - Juventus Corazón | La Colina - Juventus Corazón | La Colina - Juventus Corazón | La Colina - Juventus Corazón |
| --------------------------------------------------- | --------------------------------------------------- | --------------------------------------------------- | --------------------------------------------------- | --------------------------------------------------- | --------------------------------------------------- | --------------------------------------------------- | --------------------------------------------------- | --------------------------------------------------- | --------------------------------------------------- | --------------------------------------------------- | --------------------------------------------------- | ---------------------------- | ---------------------------- | ---------------------------- | ---------------------------- | ---------------------------- | ---------------------------- | ---------------------------- | ---------------------------- |

| 1          | POR        | Denilson Callpa    |  |
| 4          | DEF        | Rogelio Gonzáles   |  |
| 5          | DEF        | Freddy Álvarez     |  |
| 14         | DEF        | Marco Castillo     |  |
| 6          | DEF        | Aléxis Monroy      |  |
| 16         | MED        | Elmer Celi         |  |
| 8          | MED        | Junior Arias       |  |
| 13         | MED        | Arnaldo Cabanillas |  |
| 20         | MED        | Joel Ravelo        |  |
| 12         | DEL        | Renato Galli       |  |
| 11         | DEL        | Limber Llerena     |  |
| Entrenador | Entrenador | Christian Zúñiga   |  |

| 12         | POR        | Junior Huamán        |  |
| 14         | DEF        | Giancarlo Balladares |  |
| 5          | DEF        | Brando Corrales      |  |
| 3          | DEF        | Gian Paúl Lira       |  |
| 4          | MED        | Karlo Chávez         |  |
| 10         | MED        | Arnold Merlo         |  |
| 15         | MED        | Luis Menautt         |  |
| 2          | MED        | Gustavo Huarca       |  |
| 20         | MED        | Basilio Bedregal     |  |
| 19         | DEL        | Josué Vilca          |  |
| 17         | DEL        | Ronaldo Dongo        |  |
| Entrenador | Entrenador | Sixto Anco           |  |

| Anotado | 63' | Renato Galli   | 1-1 |
| Anotado | 64' | Renato Galli   | 2-1 |
| Anotado | 79' | Freddy Álvarez | 3-1 |

| Anotado | 27' | Luis Menautt | 0-1 |

| Árbitro             | Milton Dongo    |
| Árbitros asistentes | Roberto Cáceres |
| Árbitros asistentes | Jimmy Pinto     |

| 1          | POR        | Denilson Callpa    |  |
| 4          | DEF        | Rogelio Gonzáles   |  |
| 5          | DEF        | Freddy Álvarez     |  |
| 14         | DEF        | Marco Castillo     |  |
| 6          | DEF        | Aléxis Monroy      |  |
| 16         | MED        | Elmer Celi         |  |
| 8          | MED        | Junior Arias       |  |
| 13         | MED        | Arnaldo Cabanillas |  |
| 20         | MED        | Joel Ravelo        |  |
| 12         | DEL        | Renato Galli       |  |
| 11         | DEL        | Limber Llerena     |  |
| Entrenador | Entrenador | Christian Zúñiga   |  |

| 12         | POR        | Junior Huamán        |  |
| 14         | DEF        | Giancarlo Balladares |  |
| 5          | DEF        | Brando Corrales      |  |
| 3          | DEF        | Gian Paúl Lira       |  |
| 4          | MED        | Karlo Chávez         |  |
| 10         | MED        | Arnold Merlo         |  |
| 15         | MED        | Luis Menautt         |  |
| 2          | MED        | Gustavo Huarca       |  |
| 20         | MED        | Basilio Bedregal     |  |
| 19         | DEL        | Josué Vilca          |  |
| 17         | DEL        | Ronaldo Dongo        |  |
| Entrenador | Entrenador | Sixto Anco           |  |

| Anotado | 63' | Renato Galli   | 1-1 |
| Anotado | 64' | Renato Galli   | 2-1 |
| Anotado | 79' | Freddy Álvarez | 3-1 |

| Anotado | 27' | Luis Menautt | 0-1 |

| Árbitro             | Milton Dongo    |
| Árbitros asistentes | Roberto Cáceres |
| Árbitros asistentes | Jimmy Pinto     |

| 7 de agosto de 2016, 15:30 | San Jacinto F. B. C. | 1:0 (0:0) | Escuela Municipal Binacional | Estadio 9 de Noviembre, Camaná |             |
|                            | Brayan Carazas 90+1' |           |                              | Árbitro(s):                    | Árbitro(s): |

| San Jacinto (Camaná) vs Escuela Municipal Binacional (Arequipa) | San Jacinto (Camaná) vs Escuela Municipal Binacional (Arequipa) | San Jacinto (Camaná) vs Escuela Municipal Binacional (Arequipa) | San Jacinto (Camaná) vs Escuela Municipal Binacional (Arequipa) | San Jacinto (Camaná) vs Escuela Municipal Binacional (Arequipa) | San Jacinto (Camaná) vs Escuela Municipal Binacional (Arequipa) | San Jacinto (Camaná) vs Escuela Municipal Binacional (Arequipa) | San Jacinto (Camaná) vs Escuela Municipal Binacional (Arequipa) | San Jacinto (Camaná) vs Escuela Municipal Binacional (Arequipa) | San Jacinto (Camaná) vs Escuela Municipal Binacional (Arequipa) | San Jacinto (Camaná) vs Escuela Municipal Binacional (Arequipa) | San Jacinto (Camaná) vs Escuela Municipal Binacional (Arequipa) |                                            |                                            |                                            |                                            |                                            |                                            |                                            |                                            |
| San Jacinto - Escuela Municipal Binacional                      | San Jacinto - Escuela Municipal Binacional                      | San Jacinto - Escuela Municipal Binacional                      | San Jacinto - Escuela Municipal Binacional                      | San Jacinto - Escuela Municipal Binacional                      | San Jacinto - Escuela Municipal Binacional                      | San Jacinto - Escuela Municipal Binacional                      | San Jacinto - Escuela Municipal Binacional                      | San Jacinto - Escuela Municipal Binacional                      | San Jacinto - Escuela Municipal Binacional                      | San Jacinto - Escuela Municipal Binacional                      | San Jacinto - Escuela Municipal Binacional                      | San Jacinto - Escuela Municipal Binacional | San Jacinto - Escuela Municipal Binacional | San Jacinto - Escuela Municipal Binacional | San Jacinto - Escuela Municipal Binacional | San Jacinto - Escuela Municipal Binacional | San Jacinto - Escuela Municipal Binacional | San Jacinto - Escuela Municipal Binacional | San Jacinto - Escuela Municipal Binacional |
| --------------------------------------------------------------- | --------------------------------------------------------------- | --------------------------------------------------------------- | --------------------------------------------------------------- | --------------------------------------------------------------- | --------------------------------------------------------------- | --------------------------------------------------------------- | --------------------------------------------------------------- | --------------------------------------------------------------- | --------------------------------------------------------------- | --------------------------------------------------------------- | --------------------------------------------------------------- | ------------------------------------------ | ------------------------------------------ | ------------------------------------------ | ------------------------------------------ | ------------------------------------------ | ------------------------------------------ | ------------------------------------------ | ------------------------------------------ |

| 1          | POR        | Ángel Granda    |  |
| 4          | DEF        | Remy Albarracín |  |
| 19         | DEF        | Erick Neira     |  |
| 3          | DEF        | Jesús Neyra     |  |
| 15         | DEF        | Álvaro Cruz     |  |
| 10         | MED        | Rodrigo Delgado |  |
| 6          | MED        | Alonso Briceño  |  |
| 8          | MED        | Derhiand Yescas |  |
| 7          | MED        | Bryan Rivas     |  |
| 11         | DEL        | Brayan Pasache  |  |
| 9          | DEL        | Aldair Rivera   |  |
| Entrenador | Entrenador | José Zúñiga     |  |

| 12         | POR        | Jean Paúl Torres      |  |
| 30         | DEF        | John Fajardo          |  |
| 3          | DEF        | Martín Cuadros        |  |
| 15         | DEF        | Junior Chumbiray      |  |
| 13         | DEF        | Renato Abarca         |  |
| 6          | MED        | Carlos Choquecondo    |  |
| 17         | MED        | Andy Polar            |  |
| 14         | MED        | Walter Portugal       |  |
| 10         | MED        | Eduardo Torres        |  |
| 9          | DEL        | Diego Escuza          |  |
| 16         | DEL        | Adhemir Villavicencio |  |
| Entrenador | Entrenador | Paúl Rodríguez        |  |

| Anotado | 90+1' | Brayan Carazas | 1-0 |

| Árbitro             | Bandera de Perú |
| Árbitros asistentes | Bandera de Perú |
| Árbitros asistentes | Bandera de Perú |

| 1          | POR        | Ángel Granda    |  |
| 4          | DEF        | Remy Albarracín |  |
| 19         | DEF        | Erick Neira     |  |
| 3          | DEF        | Jesús Neyra     |  |
| 15         | DEF        | Álvaro Cruz     |  |
| 10         | MED        | Rodrigo Delgado |  |
| 6          | MED        | Alonso Briceño  |  |
| 8          | MED        | Derhiand Yescas |  |
| 7          | MED        | Bryan Rivas     |  |
| 11         | DEL        | Brayan Pasache  |  |
| 9          | DEL        | Aldair Rivera   |  |
| Entrenador | Entrenador | José Zúñiga     |  |

| 12         | POR        | Jean Paúl Torres      |  |
| 30         | DEF        | John Fajardo          |  |
| 3          | DEF        | Martín Cuadros        |  |
| 15         | DEF        | Junior Chumbiray      |  |
| 13         | DEF        | Renato Abarca         |  |
| 6          | MED        | Carlos Choquecondo    |  |
| 17         | MED        | Andy Polar            |  |
| 14         | MED        | Walter Portugal       |  |
| 10         | MED        | Eduardo Torres        |  |
| 9          | DEL        | Diego Escuza          |  |
| 16         | DEL        | Adhemir Villavicencio |  |
| Entrenador | Entrenador | Paúl Rodríguez        |  |

| Anotado | 90+1' | Brayan Carazas | 1-0 |

| Árbitro             | Bandera de Perú |
| Árbitros asistentes | Bandera de Perú |
| Árbitros asistentes | Bandera de Perú |

#### Fecha 3
| 10 de agosto de 2016, 15:30 | Juventus Corazón | 0:6 (0:2) | Escuela Municipal Binacional                          | Estadio Almirante Miguel Grau, El Pedregal |             |
|                             |                  |           | Diego Escuza · Adhemir Villavicencio · Eduardo Torres | Árbitro(s):                                | Árbitro(s): |

| 10 de agosto de 2016, 15:30 | San Jacinto F. B. C.   | 2:3 (0:0) | La Colina                                                 | Estadio 9 de Noviembre, Camaná |                           |
|                             | Brayan Carazas 77' 87' |           | Elmer Celi 49' · Joel Ravelo 53' · Rogelio Gonzáles 90+1' | Árbitro(s): James Zegarra      | Árbitro(s): James Zegarra |

| San Jacinto (Camaná) vs La Colina (Caylloma) | San Jacinto (Camaná) vs La Colina (Caylloma) | San Jacinto (Camaná) vs La Colina (Caylloma) | San Jacinto (Camaná) vs La Colina (Caylloma) | San Jacinto (Camaná) vs La Colina (Caylloma) | San Jacinto (Camaná) vs La Colina (Caylloma) | San Jacinto (Camaná) vs La Colina (Caylloma) | San Jacinto (Camaná) vs La Colina (Caylloma) | San Jacinto (Camaná) vs La Colina (Caylloma) | San Jacinto (Camaná) vs La Colina (Caylloma) | San Jacinto (Camaná) vs La Colina (Caylloma) | San Jacinto (Camaná) vs La Colina (Caylloma) |                         |                         |                         |                         |                         |                         |                         |                         |
| San Jacinto - La Colina                      | San Jacinto - La Colina                      | San Jacinto - La Colina                      | San Jacinto - La Colina                      | San Jacinto - La Colina                      | San Jacinto - La Colina                      | San Jacinto - La Colina                      | San Jacinto - La Colina                      | San Jacinto - La Colina                      | San Jacinto - La Colina                      | San Jacinto - La Colina                      | San Jacinto - La Colina                      | San Jacinto - La Colina | San Jacinto - La Colina | San Jacinto - La Colina | San Jacinto - La Colina | San Jacinto - La Colina | San Jacinto - La Colina | San Jacinto - La Colina | San Jacinto - La Colina |
| -------------------------------------------- | -------------------------------------------- | -------------------------------------------- | -------------------------------------------- | -------------------------------------------- | -------------------------------------------- | -------------------------------------------- | -------------------------------------------- | -------------------------------------------- | -------------------------------------------- | -------------------------------------------- | -------------------------------------------- | ----------------------- | ----------------------- | ----------------------- | ----------------------- | ----------------------- | ----------------------- | ----------------------- | ----------------------- |

| 1          | POR        | Ángel Granda       |  |
| 15         | DEF        | Álvaro Cruz        |  |
| 19         | DEF        | Erick Neira        |  |
| 3          | DEF        | Jesús Neyra        |  |
| 4          | DEF        | Remy Albarracín    |  |
| 7          | MED        | Bryan Rivas        |  |
| 6          | MED        | Alonso Briceño     |  |
| 8          | MED        | Derhiand Yescas    |  |
| 10         | MED        | Julio Monroy       |  |
| 14         | DEL        | Brayan Pasache     |  |
| 11         | DEL        | Gean Marco Montoya |  |
| Entrenador | Entrenador | José Zúñiga        |  |

| 1          | POR        | Denilson Callpa    |  |
| 14         | DEF        | Marco Castillo     |  |
| 5          | DEF        | Freddy Álvarez     |  |
| 4          | DEF        | Rogelio Gonzáles   |  |
| 6          | DEF        | Aléxis Monroy      |  |
| 16         | MED        | Elmer Celi         |  |
| 8          | MED        | Junior Arias       |  |
| 13         | MED        | Arnaldo Cabanillas |  |
| 20         | MED        | Joel Ravelo        |  |
| 12         | DEL        | Renato Galli       |  |
| 11         | DEL        | Limber Llerena     |  |
| Entrenador | Entrenador | Christian Zúñiga   |  |

| Anotado | 77' | Brayan Carazas | 1-2 |
| Anotado | 87' | Brayan Carazas | 2-2 |

| Anotado | 49'   | Elmer Celi       | 0-1 |
| Anotado | 53'   | Joel Ravelo      | 0-2 |
| Anotado | 90+1' | Rogelio Gonzáles | 2-3 |

| Expulsado | 80' | Aléxis Monroy |

| Árbitro | James Zegarra |

| 1          | POR        | Ángel Granda       |  |
| 15         | DEF        | Álvaro Cruz        |  |
| 19         | DEF        | Erick Neira        |  |
| 3          | DEF        | Jesús Neyra        |  |
| 4          | DEF        | Remy Albarracín    |  |
| 7          | MED        | Bryan Rivas        |  |
| 6          | MED        | Alonso Briceño     |  |
| 8          | MED        | Derhiand Yescas    |  |
| 10         | MED        | Julio Monroy       |  |
| 14         | DEL        | Brayan Pasache     |  |
| 11         | DEL        | Gean Marco Montoya |  |
| Entrenador | Entrenador | José Zúñiga        |  |

| 1          | POR        | Denilson Callpa    |  |
| 14         | DEF        | Marco Castillo     |  |
| 5          | DEF        | Freddy Álvarez     |  |
| 4          | DEF        | Rogelio Gonzáles   |  |
| 6          | DEF        | Aléxis Monroy      |  |
| 16         | MED        | Elmer Celi         |  |
| 8          | MED        | Junior Arias       |  |
| 13         | MED        | Arnaldo Cabanillas |  |
| 20         | MED        | Joel Ravelo        |  |
| 12         | DEL        | Renato Galli       |  |
| 11         | DEL        | Limber Llerena     |  |
| Entrenador | Entrenador | Christian Zúñiga   |  |

| Anotado | 77' | Brayan Carazas | 1-2 |
| Anotado | 87' | Brayan Carazas | 2-2 |

| Anotado | 49'   | Elmer Celi       | 0-1 |
| Anotado | 53'   | Joel Ravelo      | 0-2 |
| Anotado | 90+1' | Rogelio Gonzáles | 2-3 |

| Expulsado | 80' | Aléxis Monroy |

| Árbitro | James Zegarra |

#### Fecha 4
| 13 de agosto de 2016, 15:30 | Escuela Municipal Binacional                                                        | 6:1 (4:0) | Juventus Corazón | Estadio Mariano Melgar, Arequipa |                           |
|                             | Adhemir Villavicencio 21' 38' · Diego Escuza 33' 39' · Walter Portugal · Andy Polar |           | Roy Pasca        | Árbitro(s): Karlo Márquez        | Árbitro(s): Karlo Márquez |

| 14 de agosto de 2016, 15:30 | La Colina                                      | 3:1 (1:1) | San Jacinto F. B. C. | Estadio Almirante Miguel Grau, El Pedregal              |                                                         |
|                             | Elmer Celi 44' · Freddy Álvarez · Renato Galli |           | Alonso Briceño 25'   | Asistencia: 930 espectadores Árbitro(s): Jorge Martínez | Asistencia: 930 espectadores Árbitro(s): Jorge Martínez |

#### Fecha 5
| 17 de agosto de 2016, 15:30 | Escuela Municipal Binacional                          | 3:1 (2:1) | San Jacinto F. B. C. | Estadio Mariano Melgar, Arequipa |             |
|                             | Diego Escuza 25' · Renato Abarca 34' · Andy Polar 89' |           | Erick Neira 6'       | Árbitro(s):                      | Árbitro(s): |

| Escuela Municipal Binacional (Arequipa) vs San Jacinto (Camaná) | Escuela Municipal Binacional (Arequipa) vs San Jacinto (Camaná) | Escuela Municipal Binacional (Arequipa) vs San Jacinto (Camaná) | Escuela Municipal Binacional (Arequipa) vs San Jacinto (Camaná) | Escuela Municipal Binacional (Arequipa) vs San Jacinto (Camaná) | Escuela Municipal Binacional (Arequipa) vs San Jacinto (Camaná) | Escuela Municipal Binacional (Arequipa) vs San Jacinto (Camaná) | Escuela Municipal Binacional (Arequipa) vs San Jacinto (Camaná) | Escuela Municipal Binacional (Arequipa) vs San Jacinto (Camaná) | Escuela Municipal Binacional (Arequipa) vs San Jacinto (Camaná) | Escuela Municipal Binacional (Arequipa) vs San Jacinto (Camaná) | Escuela Municipal Binacional (Arequipa) vs San Jacinto (Camaná) |                                            |                                            |                                            |                                            |                                            |                                            |                                            |                                            |
| Escuela Municipal Binacional - San Jacinto                      | Escuela Municipal Binacional - San Jacinto                      | Escuela Municipal Binacional - San Jacinto                      | Escuela Municipal Binacional - San Jacinto                      | Escuela Municipal Binacional - San Jacinto                      | Escuela Municipal Binacional - San Jacinto                      | Escuela Municipal Binacional - San Jacinto                      | Escuela Municipal Binacional - San Jacinto                      | Escuela Municipal Binacional - San Jacinto                      | Escuela Municipal Binacional - San Jacinto                      | Escuela Municipal Binacional - San Jacinto                      | Escuela Municipal Binacional - San Jacinto                      | Escuela Municipal Binacional - San Jacinto | Escuela Municipal Binacional - San Jacinto | Escuela Municipal Binacional - San Jacinto | Escuela Municipal Binacional - San Jacinto | Escuela Municipal Binacional - San Jacinto | Escuela Municipal Binacional - San Jacinto | Escuela Municipal Binacional - San Jacinto | Escuela Municipal Binacional - San Jacinto |
| --------------------------------------------------------------- | --------------------------------------------------------------- | --------------------------------------------------------------- | --------------------------------------------------------------- | --------------------------------------------------------------- | --------------------------------------------------------------- | --------------------------------------------------------------- | --------------------------------------------------------------- | --------------------------------------------------------------- | --------------------------------------------------------------- | --------------------------------------------------------------- | --------------------------------------------------------------- | ------------------------------------------ | ------------------------------------------ | ------------------------------------------ | ------------------------------------------ | ------------------------------------------ | ------------------------------------------ | ------------------------------------------ | ------------------------------------------ |

| 12         | POR        | Jean Paúl Torres      |       |
| 30         | DEF        | John Fajardo          |       |
| 3          | DEF        | Carlos Aspilcueta     |       |
| 4          | DEF        | Juan Vera             |       |
| 8          | DEF        | Yorkman Tello         |       |
| 13         | MED        | Renato Abarca         |       |
| 17         | MED        | Andy Polar            |       |
| 14         | MED        | Walter Portugal       | Salió |
| 10         | MED        | Eduardo Torres        | Salió |
| 9          | DEL        | Diego Escuza          |       |
| 16         | DEL        | Adhemir Villavicencio | Salió |
| Entrenador | Entrenador | Mario Flores          |       |

| 1          | POR        | Ángel Granda         |       |
| 22         | DEF        | Álvaro Cruz          |       |
| 19         | DEF        | Erick Neira          |       |
| 2          | MED        | Gerson Luque         | Salió |
| 4          | DEF        | Remy Albarracín      |       |
| 14         | MED        | Piero Corzo          |       |
| 13         | MED        | Derhiand Yescas      |       |
| 15         | MED        | Alonso Briceño       |       |
| 20         | MED        | Gerson López         | Salió |
| 11         | DEL        | Brayan Pasache       |       |
| 16         | DEL        | Juan Carlos Villalba |       |
| Entrenador | Entrenador | José Zúñiga          |       |

| 25 | MED | Edward Salas     | Entró |
| 11 | DEL | Jesús Rey        | Entró |
| 15 | DEF | Junior Chumbiray | Entró |

| 9 | DEL | Aldair Herrera | Entró |
| 5 | MED | Brayan Carazas | Entró |

| Anotado | 25' | Diego Escuza  | 1-1 |
| Anotado | 34' | Renato Abarca | 2-1 |
| Anotado | 89' | Andy Polar    | 3-1 |

| Anotado | 8' | Erick Neira | 0-1 |

| Expulsado | ' | John Fajardo |

| Expulsado | ' | Erick Neira |

| Árbitro | Bandera de Perú |

| 12         | POR        | Jean Paúl Torres      |       |
| 30         | DEF        | John Fajardo          |       |
| 3          | DEF        | Carlos Aspilcueta     |       |
| 4          | DEF        | Juan Vera             |       |
| 8          | DEF        | Yorkman Tello         |       |
| 13         | MED        | Renato Abarca         |       |
| 17         | MED        | Andy Polar            |       |
| 14         | MED        | Walter Portugal       | Salió |
| 10         | MED        | Eduardo Torres        | Salió |
| 9          | DEL        | Diego Escuza          |       |
| 16         | DEL        | Adhemir Villavicencio | Salió |
| Entrenador | Entrenador | Mario Flores          |       |

| 1          | POR        | Ángel Granda         |       |
| 22         | DEF        | Álvaro Cruz          |       |
| 19         | DEF        | Erick Neira          |       |
| 2          | MED        | Gerson Luque         | Salió |
| 4          | DEF        | Remy Albarracín      |       |
| 14         | MED        | Piero Corzo          |       |
| 13         | MED        | Derhiand Yescas      |       |
| 15         | MED        | Alonso Briceño       |       |
| 20         | MED        | Gerson López         | Salió |
| 11         | DEL        | Brayan Pasache       |       |
| 16         | DEL        | Juan Carlos Villalba |       |
| Entrenador | Entrenador | José Zúñiga          |       |

| 25 | MED | Edward Salas     | Entró |
| 11 | DEL | Jesús Rey        | Entró |
| 15 | DEF | Junior Chumbiray | Entró |

| 9 | DEL | Aldair Herrera | Entró |
| 5 | MED | Brayan Carazas | Entró |

| Anotado | 25' | Diego Escuza  | 1-1 |
| Anotado | 34' | Renato Abarca | 2-1 |
| Anotado | 89' | Andy Polar    | 3-1 |

| Anotado | 8' | Erick Neira | 0-1 |

| Expulsado | ' | John Fajardo |

| Expulsado | ' | Erick Neira |

| Árbitro | Bandera de Perú |

| 17 de agosto de 2016, 15:30 | Juventus Corazón                                          | 4:2 (2:1) (*) | La Colina                           | Estadio Almirante Miguel Grau, El Pedregal |                              |
|                             | Gustavo Huarca 5' 53' · Roy Pasca 12' · Ronaldo Dongo 72' |               | Renato Galli 4' · Robert Chávez 75' | Árbitro(s): Guillermo Tejeda               | Árbitro(s): Guillermo Tejeda |

(*) Si bien Juventus Corazón ganó el partido en Cancha, lo perdió en mesa por un marcador de 3 - 0 debido a que solo presentó 2 jugadores Sub-19.

#### Fecha 6
| 21 de agosto de 2016, 15:30 | San Jacinto F. B. C. | No se jugó | Juventus Corazón | Estadio 9 de Noviembre, Camaná |  |
|                             |                      |            |                  | Árbitro(s):                    |  |

| 21 de agosto de 2016, 15:30 | La Colina | 0:0 (0:0) | Escuela Municipal Binacional | Estadio Almirante Miguel Grau, El Pedregal |  |
|                             |           |           |                              | Árbitro(s):                                |  |

| La Colina |
| Campeón   |
| 2º título |

## Goleadores
| Jugador               | Equipo                       | Goles anotados |
| --------------------- | ---------------------------- | -------------- |
| Adhemir Villavicencio | Escuela Municipal Binacional | 10             |
| Diego Escuza          | Escuela Municipal Binacional | 8              |
| Renato Galli          | La Colina                    | 5              |
| Brayan Carazas        | San Jacinto F. B. C.         | 4              |
| Elmer Celi            | La Colina                    | 4              |
| Abraham Valdivia      | Los Chinitos                 | 3              |
| Brando Corrales       | Juventus Corazón             | 3              |
| Diego Chalco          | Juventus Corazón             | 3              |
| Josué Vilca           | Juventus Corazón             | 3              |
| Brayan Pasache        | San Jacinto F. B. C.         | 3              |
| Joel Ravelo           | La Colina                    | 3              |
| Walter Portugal       | Escuela Municipal Binacional | 3              |
| Andy Polar            | Escuela Municipal Binacional | 3              |